# فهرست سیارک‌ها (۱۷۱۰۰۱–۱۷۲۰۰۱)
فهرست سیارک‌ها (۱۷۱۰۰۱ - ۱۷۲۰۰۱) فهرست سیارک‌ها از ۱۷۱۰۰۱ تا ۱۷۲۰۰۱ است.
| نام    | نام انگلیسی   | تاریخ کشف       |
| ------ | ------------- | --------------- |
| ۱۷۱۰۰۱ | 2005 EZ16     | ۳ مارس ۲۰۰۵     |
| ۱۷۱۰۰۲ | 2005 EB19     | ۳ مارس ۲۰۰۵     |
| ۱۷۱۰۰۳ | 2005 EQ20     | ۳ مارس ۲۰۰۵     |
| ۱۷۱۰۰۴ | 2005 EU23     | ۳ مارس ۲۰۰۵     |
| ۱۷۱۰۰۵ | 2005 EQ24     | ۳ مارس ۲۰۰۵     |
| ۱۷۱۰۰۶ | 2005 EF26     | ۳ مارس ۲۰۰۵     |
| ۱۷۱۰۰۷ | 2005 EX26     | ۳ مارس ۲۰۰۵     |
| ۱۷۱۰۰۸ | 2005 ET28     | ۳ مارس ۲۰۰۵     |
| ۱۷۱۰۰۹ | 2005 EL31     | ۲ مارس ۲۰۰۵     |
| ۱۷۱۰۱۰ | 2005 ER32     | ۳ مارس ۲۰۰۵     |
| ۱۷۱۰۱۱ | 2005 EY36     | ۴ مارس ۲۰۰۵     |
| ۱۷۱۰۱۲ | 2005 ED37     | ۴ مارس ۲۰۰۵     |
| ۱۷۱۰۱۳ | 2005 EL37     | ۴ مارس ۲۰۰۵     |
| ۱۷۱۰۱۴ | 2005 EZ37     | ۴ مارس ۲۰۰۵     |
| ۱۷۱۰۱۵ | 2005 EU38     | ۸ مارس ۲۰۰۵     |
| ۱۷۱۰۱۶ | 2005 ET40     | ۱ مارس ۲۰۰۵     |
| ۱۷۱۰۱۷ | 2005 EL44     | ۳ مارس ۲۰۰۵     |
| ۱۷۱۰۱۸ | 2005 EA45     | ۳ مارس ۲۰۰۵     |
| ۱۷۱۰۱۹ | 2005 EA46     | ۳ مارس ۲۰۰۵     |
| ۱۷۱۰۲۰ | 2005 ED46     | ۳ مارس ۲۰۰۵     |
| ۱۷۱۰۲۱ | 2005 ER48     | ۳ مارس ۲۰۰۵     |
| ۱۷۱۰۲۲ | 2005 ES48     | ۳ مارس ۲۰۰۵     |
| ۱۷۱۰۲۳ | 2005 EY48     | ۳ مارس ۲۰۰۵     |
| ۱۷۱۰۲۴ | 2005 EW49     | ۳ مارس ۲۰۰۵     |
| ۱۷۱۰۲۵ | 2005 ER51     | ۳ مارس ۲۰۰۵     |
| ۱۷۱۰۲۶ | 2005 EU53     | ۴ مارس ۲۰۰۵     |
| ۱۷۱۰۲۷ | 2005 EN57     | ۴ مارس ۲۰۰۵     |
| ۱۷۱۰۲۸ | 2005 EY58     | ۴ مارس ۲۰۰۵     |
| ۱۷۱۰۲۹ | 2005 EZ58     | ۴ مارس ۲۰۰۵     |
| ۱۷۱۰۳۰ | 2005 EN60     | ۴ مارس ۲۰۰۵     |
| ۱۷۱۰۳۱ | 2005 EK61     | ۴ مارس ۲۰۰۵     |
| ۱۷۱۰۳۲ | 2005 ES61     | ۴ مارس ۲۰۰۵     |
| ۱۷۱۰۳۳ | 2005 EA62     | ۴ مارس ۲۰۰۵     |
| ۱۷۱۰۳۴ | 2005 EK66     | ۴ مارس ۲۰۰۵     |
| ۱۷۱۰۳۵ | 2005 EV71     | ۲ مارس ۲۰۰۵     |
| ۱۷۱۰۳۶ | 2005 EW71     | ۲ مارس ۲۰۰۵     |
| ۱۷۱۰۳۷ | 2005 EC73     | ۲ مارس ۲۰۰۵     |
| ۱۷۱۰۳۸ | 2005 EH77     | ۳ مارس ۲۰۰۵     |
| ۱۷۱۰۳۹ | 2005 ER79     | ۳ مارس ۲۰۰۵     |
| ۱۷۱۰۴۰ | 2005 ES79     | ۳ مارس ۲۰۰۵     |
| ۱۷۱۰۴۱ | 2005 EH84     | ۴ مارس ۲۰۰۵     |
| ۱۷۱۰۴۲ | 2005 EG85     | ۴ مارس ۲۰۰۵     |
| ۱۷۱۰۴۳ | 2005 EG90     | ۸ مارس ۲۰۰۵     |
| ۱۷۱۰۴۴ | 2005 EU93     | ۸ مارس ۲۰۰۵     |
| ۱۷۱۰۴۵ | 2005 ES96     | ۳ مارس ۲۰۰۵     |
| ۱۷۱۰۴۶ | 2005 ES97     | ۳ مارس ۲۰۰۵     |
| ۱۷۱۰۴۷ | 2005 EM99     | ۳ مارس ۲۰۰۵     |
| ۱۷۱۰۴۸ | 2005 EN101    | ۳ مارس ۲۰۰۵     |
| ۱۷۱۰۴۹ | 2005 EK102    | ۳ مارس ۲۰۰۵     |
| ۱۷۱۰۵۰ | 2005 EK108    | ۴ مارس ۲۰۰۵     |
| ۱۷۱۰۵۱ | 2005 EJ109    | ۴ مارس ۲۰۰۵     |
| ۱۷۱۰۵۲ | 2005 ES112    | ۴ مارس ۲۰۰۵     |
| ۱۷۱۰۵۳ | 2005 ET115    | ۴ مارس ۲۰۰۵     |
| ۱۷۱۰۵۴ | 2005 EA117    | ۴ مارس ۲۰۰۵     |
| ۱۷۱۰۵۵ | 2005 EY119    | ۸ مارس ۲۰۰۵     |
| ۱۷۱۰۵۶ | 2005 ED121    | ۸ مارس ۲۰۰۵     |
| ۱۷۱۰۵۷ | 2005 EP121    | ۸ مارس ۲۰۰۵     |
| ۱۷۱۰۵۸ | 2005 EY123    | ۸ مارس ۲۰۰۵     |
| ۱۷۱۰۵۹ | 2005 EC125    | ۸ مارس ۲۰۰۵     |
| ۱۷۱۰۶۰ | 2005 EG126    | ۸ مارس ۲۰۰۵     |
| ۱۷۱۰۶۱ | 2005 ER126    | ۸ مارس ۲۰۰۵     |
| ۱۷۱۰۶۲ | 2005 EV127    | ۹ مارس ۲۰۰۵     |
| ۱۷۱۰۶۳ | 2005 EY133    | ۹ مارس ۲۰۰۵     |
| ۱۷۱۰۶۴ | 2005 EX135    | ۹ مارس ۲۰۰۵     |
| ۱۷۱۰۶۵ | 2005 EL138    | ۹ مارس ۲۰۰۵     |
| ۱۷۱۰۶۶ | 2005 ER142    | ۱۰ مارس ۲۰۰۵    |
| ۱۷۱۰۶۷ | 2005 EZ147    | ۱۰ مارس ۲۰۰۵    |
| ۱۷۱۰۶۸ | 2005 EQ151    | ۱۰ مارس ۲۰۰۵    |
| ۱۷۱۰۶۹ | 2005 ES152    | ۱۰ مارس ۲۰۰۵    |
| ۱۷۱۰۷۰ | 2005 EK156    | ۹ مارس ۲۰۰۵     |
| ۱۷۱۰۷۱ | 2005 EZ156    | ۹ مارس ۲۰۰۵     |
| ۱۷۱۰۷۲ | 2005 ER165    | ۱۱ مارس ۲۰۰۵    |
| ۱۷۱۰۷۳ | 2005 EQ167    | ۱۱ مارس ۲۰۰۵    |
| ۱۷۱۰۷۴ | 2005 EL171    | ۷ مارس ۲۰۰۵     |
| ۱۷۱۰۷۵ | 2005 EW176    | ۸ مارس ۲۰۰۵     |
| ۱۷۱۰۷۶ | 2005 EA178    | ۹ مارس ۲۰۰۵     |
| ۱۷۱۰۷۷ | 2005 EL178    | ۹ مارس ۲۰۰۵     |
| ۱۷۱۰۷۸ | 2005 EM181    | ۹ مارس ۲۰۰۵     |
| ۱۷۱۰۷۹ | 2005 EB182    | ۹ مارس ۲۰۰۵     |
| ۱۷۱۰۸۰ | 2005 EV182    | ۹ مارس ۲۰۰۵     |
| ۱۷۱۰۸۱ | 2005 EG185    | ۹ مارس ۲۰۰۵     |
| ۱۷۱۰۸۲ | 2005 ER188    | ۱۰ مارس ۲۰۰۵    |
| ۱۷۱۰۸۳ | 2005 EZ188    | ۱۰ مارس ۲۰۰۵    |
| ۱۷۱۰۸۴ | 2005 EO193    | ۱۱ مارس ۲۰۰۵    |
| ۱۷۱۰۸۵ | 2005 EF197    | ۱۱ مارس ۲۰۰۵    |
| ۱۷۱۰۸۶ | 2005 EL197    | ۱۱ مارس ۲۰۰۵    |
| ۱۷۱۰۸۷ | 2005 EB204    | ۱۱ مارس ۲۰۰۵    |
| ۱۷۱۰۸۸ | 2005 EE205    | ۱۱ مارس ۲۰۰۵    |
| ۱۷۱۰۸۹ | 2005 EB206    | ۱۳ مارس ۲۰۰۵    |
| ۱۷۱۰۹۰ | 2005 ET207    | ۱۲ مارس ۲۰۰۵    |
| ۱۷۱۰۹۱ | 2005 EN212    | ۴ مارس ۲۰۰۵     |
| ۱۷۱۰۹۲ | 2005 EO215    | ۸ مارس ۲۰۰۵     |
| ۱۷۱۰۹۳ | 2005 EW219    | ۱۰ مارس ۲۰۰۵    |
| ۱۷۱۰۹۴ | 2005 ER222    | ۸ مارس ۲۰۰۵     |
| ۱۷۱۰۹۵ | 2005 EL223    | ۱۱ مارس ۲۰۰۵    |
| ۱۷۱۰۹۶ | 2005 EX224    | ۱۲ مارس ۲۰۰۵    |
| ۱۷۱۰۹۷ | 2005 EF225    | ۱۰ مارس ۲۰۰۵    |
| ۱۷۱۰۹۸ | 2005 EB242    | ۱۱ مارس ۲۰۰۵    |
| ۱۷۱۰۹۹ | 2005 EH251    | ۱۰ مارس ۲۰۰۵    |
| ۱۷۱۱۰۰ | 2005 EH263    | ۱۳ مارس ۲۰۰۵    |
| ۱۷۱۱۰۱ | 2005 EL266    | ۱۳ مارس ۲۰۰۵    |
| ۱۷۱۱۰۲ | 2005 EZ268    | ۱۴ مارس ۲۰۰۵    |
| ۱۷۱۱۰۳ | 2005 EO269    | ۱۵ مارس ۲۰۰۵    |
| ۱۷۱۱۰۴ | 2005 ER277    | ۹ مارس ۲۰۰۵     |
| ۱۷۱۱۰۵ | 2005 EG280    | ۱۰ مارس ۲۰۰۵    |
| ۱۷۱۱۰۶ | 2005 EE285    | ۱۲ مارس ۲۰۰۵    |
| ۱۷۱۱۰۷ | 2005 EG287    | ۳ مارس ۲۰۰۵     |
| ۱۷۱۱۰۸ | 2005 EM289    | ۹ مارس ۲۰۰۵     |
| ۱۷۱۱۰۹ | 2005 EA291    | ۱۰ مارس ۲۰۰۵    |
| ۱۷۱۱۱۰ | 2005 EQ292    | ۱۰ مارس ۲۰۰۵    |
| ۱۷۱۱۱۱ | 2005 EN293    | ۱۱ مارس ۲۰۰۵    |
| ۱۷۱۱۱۲ | Sickafoose    | ۱۱ مارس ۲۰۰۵    |
| ۱۷۱۱۱۳ | 2005 EY305    | ۴ مارس ۲۰۰۵     |
| ۱۷۱۱۱۴ | 2005 EC311    | ۱۰ مارس ۲۰۰۵    |
| ۱۷۱۱۱۵ | 2005 FW3      | ۱۷ مارس ۲۰۰۵    |
| ۱۷۱۱۱۵ | 2005 GO       | ۱ آوریل ۲۰۰۵    |
| ۱۷۱۱۱۷ | 2005 GF1      | ۱ آوریل ۲۰۰۵    |
| ۱۷۱۱۱۸ | 2005 GJ1      | ۲ آوریل ۲۰۰۵    |
| ۱۷۱۱۱۹ | 2005 GA3      | ۱ آوریل ۲۰۰۵    |
| ۱۷۱۱۲۰ | 2005 GN4      | ۱ آوریل ۲۰۰۵    |
| ۱۷۱۱۲۱ | 2005 GM7      | ۱ آوریل ۲۰۰۵    |
| ۱۷۱۱۲۲ | 2005 GH8      | ۲ آوریل ۲۰۰۵    |
| ۱۷۱۱۲۳ | 2005 GU11     | ۱ آوریل ۲۰۰۵    |
| ۱۷۱۱۲۴ | 2005 GV22     | ۱ آوریل ۲۰۰۵    |
| ۱۷۱۱۲۵ | 2005 GR23     | ۱ آوریل ۲۰۰۵    |
| ۱۷۱۱۲۶ | 2005 GT23     | ۱ آوریل ۲۰۰۵    |
| ۱۷۱۱۲۷ | 2005 GT26     | ۲ آوریل ۲۰۰۵    |
| ۱۷۱۱۲۸ | 2005 GA28     | ۳ آوریل ۲۰۰۵    |
| ۱۷۱۱۲۹ | 2005 GG28     | ۳ آوریل ۲۰۰۵    |
| ۱۷۱۱۳۰ | 2005 GC31     | ۴ آوریل ۲۰۰۵    |
| ۱۷۱۱۳۱ | 2005 GM34     | ۱ آوریل ۲۰۰۵    |
| ۱۷۱۱۳۲ | 2005 GZ36     | ۲ آوریل ۲۰۰۵    |
| ۱۷۱۱۳۳ | 2005 GP38     | ۴ آوریل ۲۰۰۵    |
| ۱۷۱۱۳۴ | 2005 GC41     | ۴ آوریل ۲۰۰۵    |
| ۱۷۱۱۳۵ | 2005 GR44     | ۵ آوریل ۲۰۰۵    |
| ۱۷۱۱۳۶ | 2005 GW52     | ۲ آوریل ۲۰۰۵    |
| ۱۷۱۱۳۷ | 2005 GX53     | ۴ آوریل ۲۰۰۵    |
| ۱۷۱۱۳۸ | 2005 GX54     | ۵ آوریل ۲۰۰۵    |
| ۱۷۱۱۳۹ | 2005 GG55     | ۵ آوریل ۲۰۰۵    |
| ۱۷۱۱۴۰ | 2005 GX56     | ۶ آوریل ۲۰۰۵    |
| ۱۷۱۱۴۱ | 2005 GK57     | ۶ آوریل ۲۰۰۵    |
| ۱۷۱۱۴۲ | 2005 GZ58     | ۴ آوریل ۲۰۰۵    |
| ۱۷۱۱۴۳ | 2005 GC59     | ۵ آوریل ۲۰۰۵    |
| ۱۷۱۱۴۴ | 2005 GA66     | ۲ آوریل ۲۰۰۵    |
| ۱۷۱۱۴۵ | 2005 GD66     | ۲ آوریل ۲۰۰۵    |
| ۱۷۱۱۴۶ | 2005 GH67     | ۲ آوریل ۲۰۰۵    |
| ۱۷۱۱۴۷ | 2005 GR68     | ۲ آوریل ۲۰۰۵    |
| ۱۷۱۱۴۸ | 2005 GX68     | ۲ آوریل ۲۰۰۵    |
| ۱۷۱۱۴۹ | 2005 GY72     | ۴ آوریل ۲۰۰۵    |
| ۱۷۱۱۵۰ | 2005 GB73     | ۴ آوریل ۲۰۰۵    |
| ۱۷۱۱۵۱ | 2005 GD75     | ۵ آوریل ۲۰۰۵    |
| ۱۷۱۱۵۲ | 2005 GK78     | ۶ آوریل ۲۰۰۵    |
| ۱۷۱۱۵۳ | Allanrahill   | ۱۰ آوریل ۲۰۰۵   |
| ۱۷۱۱۵۴ | 2005 GG87     | ۴ آوریل ۲۰۰۵    |
| ۱۷۱۱۵۵ | 2005 GN88     | ۵ آوریل ۲۰۰۵    |
| ۱۷۱۱۵۶ | 2005 GA90     | ۵ آوریل ۲۰۰۵    |
| ۱۷۱۱۵۷ | 2005 GE95     | ۶ آوریل ۲۰۰۵    |
| ۱۷۱۱۵۸ | 2005 GN110    | ۱۰ آوریل ۲۰۰۵   |
| ۱۷۱۱۵۹ | 2005 GM112    | ۶ آوریل ۲۰۰۵    |
| ۱۷۱۱۶۰ | 2005 GN112    | ۶ آوریل ۲۰۰۵    |
| ۱۷۱۱۶۱ | 2005 GJ114    | ۱۰ آوریل ۲۰۰۵   |
| ۱۷۱۱۶۲ | 2005 GD118    | ۱۱ آوریل ۲۰۰۵   |
| ۱۷۱۱۶۳ | 2005 GF119    | ۱۱ آوریل ۲۰۰۵   |
| ۱۷۱۱۶۴ | 2005 GD122    | ۶ آوریل ۲۰۰۵    |
| ۱۷۱۱۶۵ | 2005 GF127    | ۱۲ آوریل ۲۰۰۵   |
| ۱۷۱۱۶۶ | 2005 GM128    | ۱۳ آوریل ۲۰۰۵   |
| ۱۷۱۱۶۷ | 2005 GE134    | ۱۰ آوریل ۲۰۰۵   |
| ۱۷۱۱۶۸ | 2005 GT137    | ۱۱ آوریل ۲۰۰۵   |
| ۱۷۱۱۶۹ | 2005 GL159    | ۱۲ آوریل ۲۰۰۵   |
| ۱۷۱۱۷۰ | 2005 GZ163    | ۱۰ آوریل ۲۰۰۵   |
| ۱۷۱۱۷۱ | 2005 GZ164    | ۱۰ آوریل ۲۰۰۵   |
| ۱۷۱۱۷۲ | 2005 GS168    | ۱۲ آوریل ۲۰۰۵   |
| ۱۷۱۱۷۳ | 2005 GT168    | ۱۲ آوریل ۲۰۰۵   |
| ۱۷۱۱۷۴ | 2005 GW169    | ۱۲ آوریل ۲۰۰۵   |
| ۱۷۱۱۷۵ | 2005 GZ170    | ۱۲ آوریل ۲۰۰۵   |
| ۱۷۱۱۷۶ | 2005 GF172    | ۱۴ آوریل ۲۰۰۵   |
| ۱۷۱۱۷۷ | 2005 GY178    | ۱۲ آوریل ۲۰۰۵   |
| ۱۷۱۱۷۸ | 2005 GL179    | ۱۵ آوریل ۲۰۰۵   |
| ۱۷۱۱۷۹ | 2005 GX214    | ۳ آوریل ۲۰۰۵    |
| ۱۷۱۱۷۹ | 2005 HK       | ۱۶ آوریل ۲۰۰۵   |
| ۱۷۱۱۸۱ | 2005 HJ1      | ۱۶ آوریل ۲۰۰۵   |
| ۱۷۱۱۸۲ | 2005 HW1      | ۱۶ آوریل ۲۰۰۵   |
| ۱۷۱۱۸۳ | Haleakala     | ۳۰ آوریل ۲۰۰۵   |
| ۱۷۱۱۸۴ | 2005 JB1      | ۳ مه ۲۰۰۵       |
| ۱۷۱۱۸۵ | 2005 JW10     | ۴ مه ۲۰۰۵       |
| ۱۷۱۱۸۶ | 2005 JQ11     | ۴ مه ۲۰۰۵       |
| ۱۷۱۱۸۷ | 2005 JV15     | ۳ مه ۲۰۰۵       |
| ۱۷۱۱۸۸ | 2005 JR20     | ۴ مه ۲۰۰۵       |
| ۱۷۱۱۸۹ | 2005 JR21     | ۴ مه ۲۰۰۵       |
| ۱۷۱۱۹۰ | 2005 JQ22     | ۱ مه ۲۰۰۵       |
| ۱۷۱۱۹۱ | 2005 JT22     | ۱ مه ۲۰۰۵       |
| ۱۷۱۱۹۲ | 2005 JX22     | ۲ مه ۲۰۰۵       |
| ۱۷۱۱۹۳ | 2005 JG25     | ۳ مه ۲۰۰۵       |
| ۱۷۱۱۹۴ | 2005 JJ27     | ۳ مه ۲۰۰۵       |
| ۱۷۱۱۹۵ | 2005 JY30     | ۴ مه ۲۰۰۵       |
| ۱۷۱۱۹۶ | 2005 JO31     | ۴ مه ۲۰۰۵       |
| ۱۷۱۱۹۷ | 2005 JF32     | ۴ مه ۲۰۰۵       |
| ۱۷۱۱۹۸ | 2005 JX43     | ۴ مه ۲۰۰۵       |
| ۱۷۱۱۹۹ | 2005 JH47     | ۳ مه ۲۰۰۵       |
| ۱۷۱۲۰۰ | 2005 JJ48     | ۳ مه ۲۰۰۵       |
| ۱۷۱۲۰۱ | 2005 JC49     | ۴ مه ۲۰۰۵       |
| ۱۷۱۲۰۲ | 2005 JS55     | ۴ مه ۲۰۰۵       |
| ۱۷۱۲۰۳ | 2005 JD57     | ۷ مه ۲۰۰۵       |
| ۱۷۱۲۰۴ | 2005 JD60     | ۸ مه ۲۰۰۵       |
| ۱۷۱۲۰۵ | 2005 JD61     | ۸ مه ۲۰۰۵       |
| ۱۷۱۲۰۶ | 2005 JE62     | ۹ مه ۲۰۰۵       |
| ۱۷۱۲۰۷ | 2005 JQ63     | ۹ مه ۲۰۰۵       |
| ۱۷۱۲۰۸ | 2005 JN64     | ۴ مه ۲۰۰۵       |
| ۱۷۱۲۰۹ | 2005 JJ65     | ۴ مه ۲۰۰۵       |
| ۱۷۱۲۱۰ | 2005 JA69     | ۶ مه ۲۰۰۵       |
| ۱۷۱۲۱۱ | 2005 JP69     | ۷ مه ۲۰۰۵       |
| ۱۷۱۲۱۲ | 2005 JA70     | ۷ مه ۲۰۰۵       |
| ۱۷۱۲۱۳ | 2005 JD72     | ۸ مه ۲۰۰۵       |
| ۱۷۱۲۱۴ | 2005 JL73     | ۸ مه ۲۰۰۵       |
| ۱۷۱۲۱۵ | 2005 JJ77     | ۱۰ مه ۲۰۰۵      |
| ۱۷۱۲۱۶ | 2005 JG85     | ۸ مه ۲۰۰۵       |
| ۱۷۱۲۱۷ | 2005 JN87     | ۹ مه ۲۰۰۵       |
| ۱۷۱۲۱۸ | 2005 JN89     | ۱۱ مه ۲۰۰۵      |
| ۱۷۱۲۱۹ | 2005 JU100    | ۹ مه ۲۰۰۵       |
| ۱۷۱۲۲۰ | 2005 JF105    | ۱۱ مه ۲۰۰۵      |
| ۱۷۱۲۲۱ | 2005 JD113    | ۱۰ مه ۲۰۰۵      |
| ۱۷۱۲۲۲ | 2005 JK125    | ۱۱ مه ۲۰۰۵      |
| ۱۷۱۲۲۳ | 2005 JY132    | ۱۴ مه ۲۰۰۵      |
| ۱۷۱۲۲۴ | 2005 JD136    | ۱۱ مه ۲۰۰۵      |
| ۱۷۱۲۲۵ | 2005 JR138    | ۱۳ مه ۲۰۰۵      |
| ۱۷۱۲۲۶ | 2005 JR142    | ۱۵ مه ۲۰۰۵      |
| ۱۷۱۲۲۷ | 2005 JS151    | ۴ مه ۲۰۰۵       |
| ۱۷۱۲۲۸ | 2005 JO153    | ۴ مه ۲۰۰۵       |
| ۱۷۱۲۲۹ | 2005 JZ154    | ۴ مه ۲۰۰۵       |
| ۱۷۱۲۳۰ | 2005 JB160    | ۷ مه ۲۰۰۵       |
| ۱۷۱۲۳۱ | 2005 JC160    | ۷ مه ۲۰۰۵       |
| ۱۷۱۲۳۲ | 2005 JK160    | ۷ مه ۲۰۰۵       |
| ۱۷۱۲۳۳ | 2005 JU163    | ۹ مه ۲۰۰۵       |
| ۱۷۱۲۳۴ | 2005 JO165    | ۱۰ مه ۲۰۰۵      |
| ۱۷۱۲۳۵ | 2005 JZ165    | ۱۱ مه ۲۰۰۵      |
| ۱۷۱۲۳۶ | 2005 JR177    | ۸ مه ۲۰۰۵       |
| ۱۷۱۲۳۷ | 2005 JZ177    | ۹ مه ۲۰۰۵       |
| ۱۷۱۲۳۸ | 2005 KR7      | ۱۹ مه ۲۰۰۵      |
| ۱۷۱۲۳۹ | 2005 KO10     | ۲۹ مه ۲۰۰۵      |
| ۱۷۱۲۴۰ | 2005 KA11     | ۳۱ مه ۲۰۰۵      |
| ۱۷۱۲۴۱ | 2005 KY11     | ۳۰ مه ۲۰۰۵      |
| ۱۷۱۲۴۲ | 2005 LJ5      | ۲ ژوئن ۲۰۰۵     |
| ۱۷۱۲۴۳ | 2005 LP8      | ۵ ژوئن ۲۰۰۵     |
| ۱۷۱۲۴۴ | 2005 LT8      | ۱ ژوئن ۲۰۰۵     |
| ۱۷۱۲۴۵ | 2005 LF9      | ۱ ژوئن ۲۰۰۵     |
| ۱۷۱۲۴۶ | 2005 LD36     | ۱۳ ژوئن ۲۰۰۵    |
| ۱۷۱۲۴۷ | 2005 LJ38     | ۱۱ ژوئن ۲۰۰۵    |
| ۱۷۱۲۴۸ | 2005 LC49     | ۱۰ ژوئن ۲۰۰۵    |
| ۱۷۱۲۴۹ | 2005 MV1      | ۱۹ ژوئن ۲۰۰۵    |
| ۱۷۱۲۵۰ | 2005 MU14     | ۲۹ ژوئن ۲۰۰۵    |
| ۱۷۱۲۵۱ | 2005 MU35     | ۳۰ ژوئن ۲۰۰۵    |
| ۱۷۱۲۵۲ | 2005 MF53     | ۲۹ ژوئن ۲۰۰۵    |
| ۱۷۱۲۵۳ | 2005 NJ12     | ۴ ژوئیه ۲۰۰۵    |
| ۱۷۱۲۵۴ | 2005 NH56     | ۵ ژوئیه ۲۰۰۵    |
| ۱۷۱۲۵۵ | 2005 NX89     | ۴ ژوئیه ۲۰۰۵    |
| ۱۷۱۲۵۶ | Lucieconstant | ۸ اوت ۲۰۰۵      |
| ۱۷۱۲۵۷ | 2005 QP77     | ۲۵ اوت ۲۰۰۵     |
| ۱۷۱۲۵۸ | 2005 QW84     | ۳۰ اوت ۲۰۰۵     |
| ۱۷۱۲۵۹ | 2006 BM103    | ۲۳ ژانویه ۲۰۰۶  |
| ۱۷۱۲۶۰ | 2006 BN132    | ۲۶ ژانویه ۲۰۰۶  |
| ۱۷۱۲۶۱ | 2006 DA33     | ۲۰ فوریه ۲۰۰۶   |
| ۱۷۱۲۶۲ | 2006 DA80     | ۲۴ فوریه ۲۰۰۶   |
| ۱۷۱۲۶۳ | 2006 DV84     | ۲۴ فوریه ۲۰۰۶   |
| ۱۷۱۲۶۴ | 2006 DJ92     | ۲۴ فوریه ۲۰۰۶   |
| ۱۷۱۲۶۵ | 2006 DQ107    | ۲۵ فوریه ۲۰۰۶   |
| ۱۷۱۲۶۶ | 2006 DU115    | ۲۷ فوریه ۲۰۰۶   |
| ۱۷۱۲۶۷ | 2006 DQ126    | ۲۵ فوریه ۲۰۰۶   |
| ۱۷۱۲۶۸ | 2006 DD185    | ۲۷ فوریه ۲۰۰۶   |
| ۱۷۱۲۶۹ | 2006 DX189    | ۲۷ فوریه ۲۰۰۶   |
| ۱۷۱۲۷۰ | 2006 DP192    | ۲۷ فوریه ۲۰۰۶   |
| ۱۷۱۲۷۱ | 2006 EU6      | ۲ مارس ۲۰۰۶     |
| ۱۷۱۲۷۲ | 2006 ED47     | ۴ مارس ۲۰۰۶     |
| ۱۷۱۲۷۲ | 2006 FR       | ۲۲ مارس ۲۰۰۶    |
| ۱۷۱۲۷۴ | 2006 FR2      | ۲۳ مارس ۲۰۰۶    |
| ۱۷۱۲۷۵ | 2006 FE4      | ۲۳ مارس ۲۰۰۶    |
| ۱۷۱۲۷۶ | 2006 FP12     | ۲۳ مارس ۲۰۰۶    |
| ۱۷۱۲۷۷ | 2006 FF23     | ۲۴ مارس ۲۰۰۶    |
| ۱۷۱۲۷۸ | 2006 FS27     | ۲۴ مارس ۲۰۰۶    |
| ۱۷۱۲۷۹ | 2006 FV29     | ۲۴ مارس ۲۰۰۶    |
| ۱۷۱۲۸۰ | 2006 FY34     | ۲۴ مارس ۲۰۰۶    |
| ۱۷۱۲۸۱ | 2006 FJ36     | ۲۴ مارس ۲۰۰۶    |
| ۱۷۱۲۸۲ | 2006 FK41     | ۲۶ مارس ۲۰۰۶    |
| ۱۷۱۲۸۳ | 2006 FK47     | ۲۳ مارس ۲۰۰۶    |
| ۱۷۱۲۸۴ | 2006 FL47     | ۲۴ مارس ۲۰۰۶    |
| ۱۷۱۲۸۵ | 2006 FM49     | ۲۵ مارس ۲۰۰۶    |
| ۱۷۱۲۸۶ | 2006 FF51     | ۳۰ مارس ۲۰۰۶    |
| ۱۷۱۲۸۷ | 2006 GK3      | ۷ آوریل ۲۰۰۶    |
| ۱۷۱۲۸۸ | 2006 GY21     | ۲ آوریل ۲۰۰۶    |
| ۱۷۱۲۸۹ | 2006 GE31     | ۲ آوریل ۲۰۰۶    |
| ۱۷۱۲۹۰ | 2006 GA32     | ۶ آوریل ۲۰۰۶    |
| ۱۷۱۲۹۱ | 2006 GH35     | ۷ آوریل ۲۰۰۶    |
| ۱۷۱۲۹۲ | 2006 GS38     | ۶ آوریل ۲۰۰۶    |
| ۱۷۱۲۹۳ | 2006 GV38     | ۶ آوریل ۲۰۰۶    |
| ۱۷۱۲۹۴ | 2006 GX38     | ۷ آوریل ۲۰۰۶    |
| ۱۷۱۲۹۵ | 2006 HD1      | ۱۸ آوریل ۲۰۰۶   |
| ۱۷۱۲۹۶ | 2006 HN1      | ۱۸ آوریل ۲۰۰۶   |
| ۱۷۱۲۹۷ | 2006 HX2      | ۱۸ آوریل ۲۰۰۶   |
| ۱۷۱۲۹۸ | 2006 HV3      | ۱۸ آوریل ۲۰۰۶   |
| ۱۷۱۲۹۹ | 2006 HK6      | ۱۸ آوریل ۲۰۰۶   |
| ۱۷۱۳۰۰ | 2006 HV7      | ۲۰ آوریل ۲۰۰۶   |
| ۱۷۱۳۰۱ | 2006 HS13     | ۱۹ آوریل ۲۰۰۶   |
| ۱۷۱۳۰۲ | 2006 HQ23     | ۲۰ آوریل ۲۰۰۶   |
| ۱۷۱۳۰۳ | 2006 HE29     | ۲۱ آوریل ۲۰۰۶   |
| ۱۷۱۳۰۴ | 2006 HH30     | ۱۹ آوریل ۲۰۰۶   |
| ۱۷۱۳۰۵ | 2006 HJ30     | ۱۹ آوریل ۲۰۰۶   |
| ۱۷۱۳۰۶ | 2006 HP34     | ۱۹ آوریل ۲۰۰۶   |
| ۱۷۱۳۰۷ | 2006 HJ35     | ۱۹ آوریل ۲۰۰۶   |
| ۱۷۱۳۰۸ | 2006 HE38     | ۲۱ آوریل ۲۰۰۶   |
| ۱۷۱۳۰۹ | 2006 HG42     | ۲۱ آوریل ۲۰۰۶   |
| ۱۷۱۳۱۰ | 2006 HN43     | ۲۴ آوریل ۲۰۰۶   |
| ۱۷۱۳۱۱ | 2006 HM44     | ۲۴ آوریل ۲۰۰۶   |
| ۱۷۱۳۱۲ | 2006 HS46     | ۲۰ آوریل ۲۰۰۶   |
| ۱۷۱۳۱۳ | 2006 HB48     | ۲۴ آوریل ۲۰۰۶   |
| ۱۷۱۳۱۴ | 2006 HL51     | ۲۴ آوریل ۲۰۰۶   |
| ۱۷۱۳۱۵ | 2006 HD52     | ۲۷ آوریل ۲۰۰۶   |
| ۱۷۱۳۱۶ | 2006 HK54     | ۲۰ آوریل ۲۰۰۶   |
| ۱۷۱۳۱۷ | 2006 HQ63     | ۲۴ آوریل ۲۰۰۶   |
| ۱۷۱۳۱۸ | 2006 HW67     | ۲۴ آوریل ۲۰۰۶   |
| ۱۷۱۳۱۹ | 2006 HJ75     | ۲۵ آوریل ۲۰۰۶   |
| ۱۷۱۳۲۰ | 2006 HO78     | ۲۶ آوریل ۲۰۰۶   |
| ۱۷۱۳۲۱ | 2006 HR80     | ۲۶ آوریل ۲۰۰۶   |
| ۱۷۱۳۲۲ | 2006 HY90     | ۲۹ آوریل ۲۰۰۶   |
| ۱۷۱۳۲۳ | 2006 HD91     | ۲۹ آوریل ۲۰۰۶   |
| ۱۷۱۳۲۴ | 2006 HQ96     | ۳۰ آوریل ۲۰۰۶   |
| ۱۷۱۳۲۵ | 2006 HD101    | ۳۰ آوریل ۲۰۰۶   |
| ۱۷۱۳۲۶ | 2006 JA1      | ۳ مه ۲۰۰۶       |
| ۱۷۱۳۲۷ | 2006 JF10     | ۱ مه ۲۰۰۶       |
| ۱۷۱۳۲۸ | 2006 JS17     | ۲ مه ۲۰۰۶       |
| ۱۷۱۳۲۹ | 2006 JM27     | ۱ مه ۲۰۰۶       |
| ۱۷۱۳۳۰ | 2006 JQ37     | ۵ مه ۲۰۰۶       |
| ۱۷۱۳۳۱ | 2006 JU39     | ۶ مه ۲۰۰۶       |
| ۱۷۱۳۳۲ | 2006 JR45     | ۸ مه ۲۰۰۶       |
| ۱۷۱۳۳۳ | 2006 JE46     | ۱۰ مه ۲۰۰۶      |
| ۱۷۱۳۳۴ | 2006 JB47     | ۹ مه ۲۰۰۶       |
| ۱۷۱۳۳۵ | 2006 JE48     | ۵ مه ۲۰۰۶       |
| ۱۷۱۳۳۶ | 2006 JT54     | ۸ مه ۲۰۰۶       |
| ۱۷۱۳۳۷ | 2006 JE59     | ۱ مه ۲۰۰۶       |
| ۱۷۱۳۳۸ | 2006 JZ60     | ۲ مه ۲۰۰۶       |
| ۱۷۱۳۳۹ | 2006 KM2      | ۱۸ مه ۲۰۰۶      |
| ۱۷۱۳۴۰ | 2006 KG4      | ۱۹ مه ۲۰۰۶      |
| ۱۷۱۳۴۱ | 2006 KP4      | ۱۹ مه ۲۰۰۶      |
| ۱۷۱۳۴۲ | 2006 KY9      | ۱۹ مه ۲۰۰۶      |
| ۱۷۱۳۴۳ | 2006 KN10     | ۱۹ مه ۲۰۰۶      |
| ۱۷۱۳۴۴ | 2006 KA15     | ۲۰ مه ۲۰۰۶      |
| ۱۷۱۳۴۵ | 2006 KH21     | ۲۱ مه ۲۰۰۶      |
| ۱۷۱۳۴۶ | 2006 KP23     | ۱۶ مه ۲۰۰۶      |
| ۱۷۱۳۴۷ | 2006 KU23     | ۱۸ مه ۲۰۰۶      |
| ۱۷۱۳۴۸ | 2006 KU27     | ۲۰ مه ۲۰۰۶      |
| ۱۷۱۳۴۹ | 2006 KT42     | ۲۰ مه ۲۰۰۶      |
| ۱۷۱۳۵۰ | 2006 KA46     | ۲۱ مه ۲۰۰۶      |
| ۱۷۱۳۵۱ | 2006 KD61     | ۲۲ مه ۲۰۰۶      |
| ۱۷۱۳۵۲ | 2006 KB65     | ۲۳ مه ۲۰۰۶      |
| ۱۷۱۳۵۳ | 2006 KR65     | ۲۴ مه ۲۰۰۶      |
| ۱۷۱۳۵۴ | 2006 KU65     | ۲۴ مه ۲۰۰۶      |
| ۱۷۱۳۵۵ | 2006 KT68     | ۲۰ مه ۲۰۰۶      |
| ۱۷۱۳۵۶ | 2006 KV73     | ۲۳ مه ۲۰۰۶      |
| ۱۷۱۳۵۷ | 2006 KA83     | ۱۹ مه ۲۰۰۶      |
| ۱۷۱۳۵۸ | 2006 KT85     | ۲۰ مه ۲۰۰۶      |
| ۱۷۱۳۵۹ | 2006 KU104    | ۲۸ مه ۲۰۰۶      |
| ۱۷۱۳۶۰ | 2006 KE107    | ۳۱ مه ۲۰۰۶      |
| ۱۷۱۳۶۱ | 2006 KN108    | ۳۱ مه ۲۰۰۶      |
| ۱۷۱۳۶۲ | 2006 KV110    | ۳۱ مه ۲۰۰۶      |
| ۱۷۱۳۶۳ | 2006 KT121    | ۲۸ مه ۲۰۰۶      |
| ۱۷۱۳۶۴ | 2006 LG1      | ۱ ژوئن ۲۰۰۶     |
| ۱۷۱۳۶۵ | 2006 LS1      | ۵ ژوئن ۲۰۰۶     |
| ۱۷۱۳۶۶ | 2006 LE2      | ۷ ژوئن ۲۰۰۶     |
| ۱۷۱۳۶۷ | 2006 LW3      | ۱۵ ژوئن ۲۰۰۶    |
| ۱۷۱۳۶۸ | 2006 LV4      | ۷ ژوئن ۲۰۰۶     |
| ۱۷۱۳۶۹ | 2006 LW5      | ۴ ژوئن ۲۰۰۶     |
| ۱۷۱۳۷۰ | 2006 LX5      | ۳ ژوئن ۲۰۰۶     |
| ۱۷۱۳۷۱ | 2006 LE7      | ۱۰ ژوئن ۲۰۰۶    |
| ۱۷۱۳۷۲ | 2006 MK3      | ۱۹ ژوئن ۲۰۰۶    |
| ۱۷۱۳۷۳ | 2006 MN14     | ۲۸ ژوئن ۲۰۰۶    |
| ۱۷۱۳۷۳ | 2006 NE       | ۱ ژوئیه ۲۰۰۶    |
| ۱۷۱۳۷۳ | 2006 OH       | ۱۷ ژوئیه ۲۰۰۶   |
| ۱۷۱۳۷۳ | 2006 OM       | ۱۷ ژوئیه ۲۰۰۶   |
| ۱۷۱۳۷۷ | 2006 OR8      | ۲۰ ژوئیه ۲۰۰۶   |
| ۱۷۱۳۷۸ | 2006 OV8      | ۲۰ ژوئیه ۲۰۰۶   |
| ۱۷۱۳۷۹ | 2006 OL9      | ۲۴ ژوئیه ۲۰۰۶   |
| ۱۷۱۳۸۰ | 2006 OM12     | ۱۸ ژوئیه ۲۰۰۶   |
| ۱۷۱۳۸۱ | 2006 OG17     | ۲۲ ژوئیه ۲۰۰۶   |
| ۱۷۱۳۸۲ | 2006 OO17     | ۱۸ ژوئیه ۲۰۰۶   |
| ۱۷۱۳۸۳ | 2006 OE20     | ۱۸ ژوئیه ۲۰۰۶   |
| ۱۷۱۳۸۴ | 2006 PY6      | ۱۲ اوت ۲۰۰۶     |
| ۱۷۱۳۸۵ | 2006 PW7      | ۱۲ اوت ۲۰۰۶     |
| ۱۷۱۳۸۶ | 2006 PP9      | ۱۳ اوت ۲۰۰۶     |
| ۱۷۱۳۸۷ | 2006 PR9      | ۱۳ اوت ۲۰۰۶     |
| ۱۷۱۳۸۸ | 2006 PL10     | ۱۳ اوت ۲۰۰۶     |
| ۱۷۱۳۸۹ | 2006 PV12     | ۱۳ اوت ۲۰۰۶     |
| ۱۷۱۳۹۰ | 2006 PK13     | ۱۴ اوت ۲۰۰۶     |
| ۱۷۱۳۹۱ | 2006 PK27     | ۱۳ اوت ۲۰۰۶     |
| ۱۷۱۳۹۲ | 2006 PX29     | ۱۲ اوت ۲۰۰۶     |
| ۱۷۱۳۹۳ | 2006 PH32     | ۱۵ اوت ۲۰۰۶     |
| ۱۷۱۳۹۴ | 2006 PD39     | ۱۴ اوت ۲۰۰۶     |
| ۱۷۱۳۹۵ | 2006 QN27     | ۲۰ اوت ۲۰۰۶     |
| ۱۷۱۳۹۶ | 2006 QH33     | ۲۴ اوت ۲۰۰۶     |
| ۱۷۱۳۹۷ | 2006 QT40     | ۱۶ اوت ۲۰۰۶     |
| ۱۷۱۳۹۸ | 2006 QH42     | ۱۷ اوت ۲۰۰۶     |
| ۱۷۱۳۹۹ | 2006 QL66     | ۲۱ اوت ۲۰۰۶     |
| ۱۷۱۴۰۰ | 2006 QZ98     | ۲۲ اوت ۲۰۰۶     |
| ۱۷۱۴۰۱ | 2006 QC129    | ۱۷ اوت ۲۰۰۶     |
| ۱۷۱۴۰۲ | 2006 QL133    | ۲۳ اوت ۲۰۰۶     |
| ۱۷۱۴۰۳ | 2006 QV136    | ۱۶ اوت ۲۰۰۶     |
| ۱۷۱۴۰۴ | 2006 QR141    | ۱۸ اوت ۲۰۰۶     |
| ۱۷۱۴۰۵ | 2006 QS144    | ۲۸ اوت ۲۰۰۶     |
| ۱۷۱۴۰۶ | 2006 QV145    | ۱۸ اوت ۲۰۰۶     |
| ۱۷۱۴۰۷ | 2006 QV148    | ۱۸ اوت ۲۰۰۶     |
| ۱۷۱۴۰۸ | 2006 QF150    | ۱۹ اوت ۲۰۰۶     |
| ۱۷۱۴۰۹ | 2006 QV162    | ۲۱ اوت ۲۰۰۶     |
| ۱۷۱۴۱۰ | 2006 QZ167    | ۳۰ اوت ۲۰۰۶     |
| ۱۷۱۴۱۱ | 2006 RO3      | ۱۱ سپتامبر ۲۰۰۶ |
| ۱۷۱۴۱۲ | 2006 RS35     | ۱۴ سپتامبر ۲۰۰۶ |
| ۱۷۱۴۱۳ | 2006 RK50     | ۱۴ سپتامبر ۲۰۰۶ |
| ۱۷۱۴۱۴ | 2006 RJ91     | ۱۵ سپتامبر ۲۰۰۶ |
| ۱۷۱۴۱۵ | 2006 RV99     | ۱۴ سپتامبر ۲۰۰۶ |
| ۱۷۱۴۱۶ | 2006 SL11     | ۱۶ سپتامبر ۲۰۰۶ |
| ۱۷۱۴۱۷ | 2006 SS153    | ۲۰ سپتامبر ۲۰۰۶ |
| ۱۷۱۴۱۸ | 2006 TH2      | ۲ اکتبر ۲۰۰۶    |
| ۱۷۱۴۱۹ | 2006 UH107    | ۱۸ اکتبر ۲۰۰۶   |
| ۱۷۱۴۲۰ | 2006 VX28     | ۱۰ نوامبر ۲۰۰۶  |
| ۱۷۱۴۲۱ | 2007 AG11     | ۱۴ ژانویه ۲۰۰۷  |
| ۱۷۱۴۲۲ | 2007 EL14     | ۹ مارس ۲۰۰۷     |
| ۱۷۱۴۲۳ | 2007 MQ19     | ۲۱ ژوئن ۲۰۰۷    |
| ۱۷۱۴۲۴ | 2007 NL2      | ۱۳ ژوئیه ۲۰۰۷   |
| ۱۷۱۴۲۵ | 2007 PC17     | ۸ اوت ۲۰۰۷      |
| ۱۷۱۴۲۶ | 2007 PP18     | ۹ اوت ۲۰۰۷      |
| ۱۷۱۴۲۷ | 2007 PB21     | ۹ اوت ۲۰۰۷      |
| ۱۷۱۴۲۸ | 2007 PA26     | ۹ اوت ۲۰۰۷      |
| ۱۷۱۴۲۹ | Hunstead      | ۱ سپتامبر ۲۰۰۷  |
| ۱۷۱۴۳۰ | 2007 RX10     | ۹ سپتامبر ۲۰۰۷  |
| ۱۷۱۴۳۱ | 2007 RC19     | ۱۳ سپتامبر ۲۰۰۷ |
| ۱۷۱۴۳۲ | 2007 RK19     | ۵ سپتامبر ۲۰۰۷  |
| ۱۷۱۴۳۳ | Prothous      | ۷ سپتامبر ۲۰۰۷  |
| ۱۷۱۴۳۴ | 2007 RO38     | ۸ سپتامبر ۲۰۰۷  |
| ۱۷۱۴۳۵ | 2007 RW67     | ۱۰ سپتامبر ۲۰۰۷ |
| ۱۷۱۴۳۶ | 2007 RF72     | ۱۰ سپتامبر ۲۰۰۷ |
| ۱۷۱۴۳۷ | 2007 RO83     | ۱۰ سپتامبر ۲۰۰۷ |
| ۱۷۱۴۳۸ | 2007 RG84     | ۱۰ سپتامبر ۲۰۰۷ |
| ۱۷۱۴۳۹ | 2007 RO89     | ۱۰ سپتامبر ۲۰۰۷ |
| ۱۷۱۴۴۰ | 2007 RT101    | ۱۱ سپتامبر ۲۰۰۷ |
| ۱۷۱۴۴۱ | 2007 RC106    | ۱۱ سپتامبر ۲۰۰۷ |
| ۱۷۱۴۴۲ | 2007 RU112    | ۱۱ سپتامبر ۲۰۰۷ |
| ۱۷۱۴۴۳ | 2007 RQ140    | ۱۳ سپتامبر ۲۰۰۷ |
| ۱۷۱۴۴۴ | 2007 RL141    | ۱۳ سپتامبر ۲۰۰۷ |
| ۱۷۱۴۴۵ | 2007 RT141    | ۱۳ سپتامبر ۲۰۰۷ |
| ۱۷۱۴۴۶ | 2007 RL142    | ۱۳ سپتامبر ۲۰۰۷ |
| ۱۷۱۴۴۷ | 2007 RO145    | ۱۴ سپتامبر ۲۰۰۷ |
| ۱۷۱۴۴۸ | Guchaohao     | ۱۱ سپتامبر ۲۰۰۷ |
| ۱۷۱۴۴۹ | 2007 RE223    | ۱۲ سپتامبر ۲۰۰۷ |
| ۱۷۱۴۵۰ | 2007 RO276    | ۵ سپتامبر ۲۰۰۷  |
| ۱۷۱۴۵۱ | 2007 SR7      | ۱۸ سپتامبر ۲۰۰۷ |
| ۱۷۱۴۵۲ | 2007 SZ13     | ۲۰ سپتامبر ۲۰۰۷ |
| ۱۷۱۴۵۳ | 2007 SH15     | ۲۵ سپتامبر ۲۰۰۷ |
| ۱۷۱۴۵۴ | 2007 SM17     | ۱۸ سپتامبر ۲۰۰۷ |
| ۱۷۱۴۵۴ | 2007 TR       | ۳ اکتبر ۲۰۰۷    |
| ۱۷۱۴۵۶ | 2007 TU11     | ۶ اکتبر ۲۰۰۷    |
| ۱۷۱۴۵۷ | 2007 TS12     | ۶ اکتبر ۲۰۰۷    |
| ۱۷۱۴۵۸ | Pepaprats     | ۷ اکتبر ۲۰۰۷    |
| ۱۷۱۴۵۹ | 2007 TN176    | ۵ اکتبر ۲۰۰۷    |
| ۱۷۱۴۵۹ | 2170 P-L      | ۲۴ سپتامبر ۱۹۶۰ |
| ۱۷۱۴۵۹ | 2666 P-L      | ۲۴ سپتامبر ۱۹۶۰ |
| ۱۷۱۴۵۹ | 4518 P-L      | ۲۴ سپتامبر ۱۹۶۰ |
| ۱۷۱۴۵۹ | 6272 P-L      | ۲۴ سپتامبر ۱۹۶۰ |
| ۱۷۱۴۵۹ | 6731 P-L      | ۲۴ سپتامبر ۱۹۶۰ |
| ۱۷۱۴۶۵ | Evamaria      | ۲۴ سپتامبر ۱۹۶۰ |
| ۱۷۱۴۶۵ | 6862 P-L      | ۲۴ سپتامبر ۱۹۶۰ |
| ۱۷۱۴۶۷ | 2040 T-1      | ۲۵ مارس ۱۹۷۱    |
| ۱۷۱۴۶۸ | 2252 T-1      | ۲۵ مارس ۱۹۷۱    |
| ۱۷۱۴۶۹ | 1103 T-2      | ۲۹ سپتامبر ۱۹۷۳ |
| ۱۷۱۴۷۰ | 1275 T-2      | ۲۹ سپتامبر ۱۹۷۳ |
| ۱۷۱۴۷۱ | 2112 T-3      | ۱۶ اکتبر ۱۹۷۷   |
| ۱۷۱۴۷۲ | 2195 T-3      | ۱۶ اکتبر ۱۹۷۷   |
| ۱۷۱۴۷۳ | 3182 T-3      | ۱۶ اکتبر ۱۹۷۷   |
| ۱۷۱۴۷۴ | 5064 T-3      | ۱۶ اکتبر ۱۹۷۷   |
| ۱۷۱۴۷۵ | 5151 T-3      | ۱۶ اکتبر ۱۹۷۷   |
| ۱۷۱۴۷۶ | 1993 RT4      | ۱۵ سپتامبر ۱۹۹۳ |
| ۱۷۱۴۷۷ | 1993 YL1      | ۱۶ دسامبر ۱۹۹۳  |
| ۱۷۱۴۷۸ | 1994 EG5      | ۷ مارس ۱۹۹۴     |
| ۱۷۱۴۷۹ | 1994 GP4      | ۶ آوریل ۱۹۹۴    |
| ۱۷۱۴۸۰ | 1995 EW3      | ۲ مارس ۱۹۹۵     |
| ۱۷۱۴۸۱ | 1995 SN15     | ۱۸ سپتامبر ۱۹۹۵ |
| ۱۷۱۴۸۲ | 1995 SN34     | ۲۲ سپتامبر ۱۹۹۵ |
| ۱۷۱۴۸۳ | 1995 SO45     | ۲۶ سپتامبر ۱۹۹۵ |
| ۱۷۱۴۸۴ | 1995 VZ3      | ۱۴ نوامبر ۱۹۹۵  |
| ۱۷۱۴۸۵ | 1995 YZ2      | ۲۶ دسامبر ۱۹۹۵  |
| ۱۷۱۴۸۵ | 1996 MO       | ۲۳ ژوئن ۱۹۹۶    |
| ۱۷۱۴۸۷ | 1996 RA12     | ۸ سپتامبر ۱۹۹۶  |
| ۱۷۱۴۸۸ | 1996 TO16     | ۴ اکتبر ۱۹۹۶    |
| ۱۷۱۴۸۹ | 1996 TB27     | ۷ اکتبر ۱۹۹۶    |
| ۱۷۱۴۹۰ | 1996 TX31     | ۹ اکتبر ۱۹۹۶    |
| ۱۷۱۴۹۱ | 1996 TT44     | ۶ اکتبر ۱۹۹۶    |
| ۱۷۱۴۹۲ | 1996 VK1      | ۷ نوامبر ۱۹۹۶   |
| ۱۷۱۴۹۳ | 1996 VQ13     | ۵ نوامبر ۱۹۹۶   |
| ۱۷۱۴۹۴ | 1996 XS3      | ۱ دسامبر ۱۹۹۶   |
| ۱۷۱۴۹۵ | 1996 XD24     | ۵ دسامبر ۱۹۹۶   |
| ۱۷۱۴۹۶ | 1996 XY29     | ۱۴ دسامبر ۱۹۹۶  |
| ۱۷۱۴۹۷ | 1997 BY2      | ۳۰ ژانویه ۱۹۹۷  |
| ۱۷۱۴۹۸ | 1997 CD2      | ۲ فوریه ۱۹۹۷    |
| ۱۷۱۴۹۹ | 1997 GB17     | ۳ آوریل ۱۹۹۷    |
| ۱۷۱۵۰۰ | 1997 GJ20     | ۵ آوریل ۱۹۹۷    |
| ۱۷۱۵۰۱ | 1997 MZ5      | ۲۶ ژوئن ۱۹۹۷    |
| ۱۷۱۵۰۲ | 1997 ND2      | ۳ ژوئیه ۱۹۹۷    |
| ۱۷۱۵۰۳ | 1998 DZ11     | ۲۳ فوریه ۱۹۹۸   |
| ۱۷۱۵۰۴ | 1998 EP5      | ۱ مارس ۱۹۹۸     |
| ۱۷۱۵۰۵ | 1998 HV35     | ۲۰ آوریل ۱۹۹۸   |
| ۱۷۱۵۰۶ | 1998 HC44     | ۲۰ آوریل ۱۹۹۸   |
| ۱۷۱۵۰۷ | 1998 HC111    | ۲۳ آوریل ۱۹۹۸   |
| ۱۷۱۵۰۸ | 1998 MY13     | ۱۹ ژوئن ۱۹۹۸    |
| ۱۷۱۵۰۹ | 1998 QV18     | ۱۷ اوت ۱۹۹۸     |
| ۱۷۱۵۱۰ | 1998 QC23     | ۱۷ اوت ۱۹۹۸     |
| ۱۷۱۵۱۱ | 1998 QY83     | ۲۴ اوت ۱۹۹۸     |
| ۱۷۱۵۱۲ | 1998 RP20     | ۱۴ سپتامبر ۱۹۹۸ |
| ۱۷۱۵۱۳ | 1998 RJ63     | ۱۴ سپتامبر ۱۹۹۸ |
| ۱۷۱۵۱۴ | 1998 SG23     | ۱۷ سپتامبر ۱۹۹۸ |
| ۱۷۱۵۱۵ | 1998 SW48     | ۲۷ سپتامبر ۱۹۹۸ |
| ۱۷۱۵۱۶ | 1998 SQ92     | ۲۶ سپتامبر ۱۹۹۸ |
| ۱۷۱۵۱۷ | 1998 SQ155    | ۲۶ سپتامبر ۱۹۹۸ |
| ۱۷۱۵۱۷ | 1998 TO       | ۱۰ اکتبر ۱۹۹۸   |
| ۱۷۱۵۱۹ | 1998 US19     | ۲۸ اکتبر ۱۹۹۸   |
| ۱۷۱۵۲۰ | 1999 AR19     | ۱۳ ژانویه ۱۹۹۹  |
| ۱۷۱۵۲۱ | 1999 CH3      | ۷ فوریه ۱۹۹۹    |
| ۱۷۱۵۲۲ | 1999 CY5      | ۱۰ فوریه ۱۹۹۹   |
| ۱۷۱۵۲۳ | 1999 CE83     | ۱۰ فوریه ۱۹۹۹   |
| ۱۷۱۵۲۴ | 1999 CP111    | ۱۲ فوریه ۱۹۹۹   |
| ۱۷۱۵۲۵ | 1999 CW111    | ۱۲ فوریه ۱۹۹۹   |
| ۱۷۱۵۲۶ | 1999 HO7      | ۱۹ آوریل ۱۹۹۹   |
| ۱۷۱۵۲۷ | 1999 HT9      | ۱۷ آوریل ۱۹۹۹   |
| ۱۷۱۵۲۸ | 1999 JH28     | ۱۰ مه ۱۹۹۹      |
| ۱۷۱۵۲۹ | 1999 JK70     | ۱۲ مه ۱۹۹۹      |
| ۱۷۱۵۳۰ | 1999 JN102    | ۱۳ مه ۱۹۹۹      |
| ۱۷۱۵۳۱ | 1999 JR114    | ۱۳ مه ۱۹۹۹      |
| ۱۷۱۵۳۲ | 1999 JB134    | ۱۵ مه ۱۹۹۹      |
| ۱۷۱۵۳۳ | 1999 KC10     | ۱۸ مه ۱۹۹۹      |
| ۱۷۱۵۳۴ | 1999 NC48     | ۱۳ ژوئیه ۱۹۹۹   |
| ۱۷۱۵۳۵ | 1999 RZ11     | ۷ سپتامبر ۱۹۹۹  |
| ۱۷۱۵۳۶ | 1999 RH61     | ۷ سپتامبر ۱۹۹۹  |
| ۱۷۱۵۳۷ | 1999 RZ65     | ۷ سپتامبر ۱۹۹۹  |
| ۱۷۱۵۳۸ | 1999 RY66     | ۷ سپتامبر ۱۹۹۹  |
| ۱۷۱۵۳۹ | 1999 RJ86     | ۷ سپتامبر ۱۹۹۹  |
| ۱۷۱۵۴۰ | 1999 RX86     | ۷ سپتامبر ۱۹۹۹  |
| ۱۷۱۵۴۱ | 1999 RY108    | ۸ سپتامبر ۱۹۹۹  |
| ۱۷۱۵۴۲ | 1999 RH125    | ۹ سپتامبر ۱۹۹۹  |
| ۱۷۱۵۴۳ | 1999 RM134    | ۹ سپتامبر ۱۹۹۹  |
| ۱۷۱۵۴۴ | 1999 RJ144    | ۹ سپتامبر ۱۹۹۹  |
| ۱۷۱۵۴۵ | 1999 RR145    | ۹ سپتامبر ۱۹۹۹  |
| ۱۷۱۵۴۶ | 1999 RA154    | ۹ سپتامبر ۱۹۹۹  |
| ۱۷۱۵۴۷ | 1999 RH154    | ۹ سپتامبر ۱۹۹۹  |
| ۱۷۱۵۴۸ | 1999 RS161    | ۹ سپتامبر ۱۹۹۹  |
| ۱۷۱۵۴۹ | 1999 RE209    | ۸ سپتامبر ۱۹۹۹  |
| ۱۷۱۵۵۰ | 1999 SK15     | ۳۰ سپتامبر ۱۹۹۹ |
| ۱۷۱۵۵۱ | 1999 TK7      | ۷ اکتبر ۱۹۹۹    |
| ۱۷۱۵۵۲ | 1999 TD12     | ۱۰ اکتبر ۱۹۹۹   |
| ۱۷۱۵۵۳ | 1999 TG39     | ۳ اکتبر ۱۹۹۹    |
| ۱۷۱۵۵۴ | 1999 TR57     | ۶ اکتبر ۱۹۹۹    |
| ۱۷۱۵۵۵ | 1999 TF74     | ۱۰ اکتبر ۱۹۹۹   |
| ۱۷۱۵۵۶ | 1999 TW129    | ۶ اکتبر ۱۹۹۹    |
| ۱۷۱۵۵۷ | 1999 TO140    | ۶ اکتبر ۱۹۹۹    |
| ۱۷۱۵۵۸ | 1999 TE147    | ۷ اکتبر ۱۹۹۹    |
| ۱۷۱۵۵۹ | 1999 TU147    | ۷ اکتبر ۱۹۹۹    |
| ۱۷۱۵۶۰ | 1999 TX161    | ۹ اکتبر ۱۹۹۹    |
| ۱۷۱۵۶۱ | 1999 TT169    | ۱۰ اکتبر ۱۹۹۹   |
| ۱۷۱۵۶۲ | 1999 TZ177    | ۱۰ اکتبر ۱۹۹۹   |
| ۱۷۱۵۶۳ | 1999 TR178    | ۱۰ اکتبر ۱۹۹۹   |
| ۱۷۱۵۶۴ | 1999 TX219    | ۱ اکتبر ۱۹۹۹    |
| ۱۷۱۵۶۵ | 1999 TD227    | ۵ اکتبر ۱۹۹۹    |
| ۱۷۱۵۶۶ | 1999 TG272    | ۳ اکتبر ۱۹۹۹    |
| ۱۷۱۵۶۷ | 1999 TF284    | ۹ اکتبر ۱۹۹۹    |
| ۱۷۱۵۶۸ | 1999 TJ286    | ۱۰ اکتبر ۱۹۹۹   |
| ۱۷۱۵۶۹ | 1999 UD3      | ۱۶ اکتبر ۱۹۹۹   |
| ۱۷۱۵۷۰ | 1999 UK28     | ۳۱ اکتبر ۱۹۹۹   |
| ۱۷۱۵۷۱ | 1999 US38     | ۲۹ اکتبر ۱۹۹۹   |
| ۱۷۱۵۷۲ | 1999 UJ42     | ۲۱ اکتبر ۱۹۹۹   |
| ۱۷۱۵۷۳ | 1999 UH43     | ۲۸ اکتبر ۱۹۹۹   |
| ۱۷۱۵۷۴ | 1999 VS4      | ۵ نوامبر ۱۹۹۹   |
| ۱۷۱۵۷۵ | 1999 VM5      | ۶ نوامبر ۱۹۹۹   |
| ۱۷۱۵۷۶ | 1999 VP11     | ۷ نوامبر ۱۹۹۹   |
| ۱۷۱۵۷۷ | 1999 VW14     | ۲ نوامبر ۱۹۹۹   |
| ۱۷۱۵۷۸ | 1999 VW21     | ۱۲ نوامبر ۱۹۹۹  |
| ۱۷۱۵۷۹ | 1999 VD23     | ۱۲ نوامبر ۱۹۹۹  |
| ۱۷۱۵۸۰ | 1999 VW42     | ۴ نوامبر ۱۹۹۹   |
| ۱۷۱۵۸۱ | 1999 VE57     | ۴ نوامبر ۱۹۹۹   |
| ۱۷۱۵۸۲ | 1999 VX80     | ۴ نوامبر ۱۹۹۹   |
| ۱۷۱۵۸۳ | 1999 VQ88     | ۴ نوامبر ۱۹۹۹   |
| ۱۷۱۵۸۴ | 1999 VF96     | ۹ نوامبر ۱۹۹۹   |
| ۱۷۱۵۸۵ | 1999 VG104    | ۹ نوامبر ۱۹۹۹   |
| ۱۷۱۵۸۶ | 1999 VR164    | ۱۴ نوامبر ۱۹۹۹  |
| ۱۷۱۵۸۷ | 1999 VU168    | ۱۴ نوامبر ۱۹۹۹  |
| ۱۷۱۵۸۸ | 1999 WG1      | ۲۶ نوامبر ۱۹۹۹  |
| ۱۷۱۵۸۹ | 1999 WP5      | ۲۸ نوامبر ۱۹۹۹  |
| ۱۷۱۵۹۰ | 1999 WH7      | ۲۸ نوامبر ۱۹۹۹  |
| ۱۷۱۵۹۱ | 1999 WT10     | ۲۸ نوامبر ۱۹۹۹  |
| ۱۷۱۵۹۲ | 1999 WN14     | ۲۸ نوامبر ۱۹۹۹  |
| ۱۷۱۵۹۳ | 1999 XK40     | ۷ دسامبر ۱۹۹۹   |
| ۱۷۱۵۹۴ | 1999 XZ40     | ۷ دسامبر ۱۹۹۹   |
| ۱۷۱۵۹۵ | 1999 XM44     | ۷ دسامبر ۱۹۹۹   |
| ۱۷۱۵۹۶ | 1999 XN47     | ۷ دسامبر ۱۹۹۹   |
| ۱۷۱۵۹۷ | 1999 XV53     | ۷ دسامبر ۱۹۹۹   |
| ۱۷۱۵۹۸ | 1999 XN57     | ۷ دسامبر ۱۹۹۹   |
| ۱۷۱۵۹۹ | 1999 XJ63     | ۷ دسامبر ۱۹۹۹   |
| ۱۷۱۶۰۰ | 1999 XN122    | ۷ دسامبر ۱۹۹۹   |
| ۱۷۱۶۰۱ | 1999 XQ164    | ۸ دسامبر ۱۹۹۹   |
| ۱۷۱۶۰۲ | 1999 XP172    | ۱۰ دسامبر ۱۹۹۹  |
| ۱۷۱۶۰۳ | 1999 XA180    | ۱۰ دسامبر ۱۹۹۹  |
| ۱۷۱۶۰۴ | 1999 XC218    | ۱۳ دسامبر ۱۹۹۹  |
| ۱۷۱۶۰۵ | 1999 XB246    | ۵ دسامبر ۱۹۹۹   |
| ۱۷۱۶۰۶ | 1999 YT16     | ۳۱ دسامبر ۱۹۹۹  |
| ۱۷۱۶۰۷ | 2000 AU13     | ۳ ژانویه ۲۰۰۰   |
| ۱۷۱۶۰۸ | 2000 AO62     | ۴ ژانویه ۲۰۰۰   |
| ۱۷۱۶۰۹ | 2000 AS86     | ۵ ژانویه ۲۰۰۰   |
| ۱۷۱۶۱۰ | 2000 AL93     | ۴ ژانویه ۲۰۰۰   |
| ۱۷۱۶۱۱ | 2000 AG113    | ۵ ژانویه ۲۰۰۰   |
| ۱۷۱۶۱۲ | 2000 AS241    | ۷ ژانویه ۲۰۰۰   |
| ۱۷۱۶۱۳ | 2000 AZ257    | ۱۱ ژانویه ۲۰۰۰  |
| ۱۷۱۶۱۴ | 2000 BU6      | ۲۷ ژانویه ۲۰۰۰  |
| ۱۷۱۶۱۵ | 2000 BE9      | ۲۶ ژانویه ۲۰۰۰  |
| ۱۷۱۶۱۶ | 2000 BL22     | ۳۰ ژانویه ۲۰۰۰  |
| ۱۷۱۶۱۷ | 2000 BY31     | ۳۰ ژانویه ۲۰۰۰  |
| ۱۷۱۶۱۸ | 2000 BB37     | ۳۰ ژانویه ۲۰۰۰  |
| ۱۷۱۶۱۹ | 2000 CX2      | ۲ فوریه ۲۰۰۰    |
| ۱۷۱۶۲۰ | 2000 CG40     | ۴ فوریه ۲۰۰۰    |
| ۱۷۱۶۲۱ | 2000 CR58     | ۲ فوریه ۲۰۰۰    |
| ۱۷۱۶۲۲ | 2000 CJ96     | ۱۱ فوریه ۲۰۰۰   |
| ۱۷۱۶۲۳ | 2000 CL98     | ۸ فوریه ۲۰۰۰    |
| ۱۷۱۶۲۴ | 2000 CT106    | ۵ فوریه ۲۰۰۰    |
| ۱۷۱۶۲۵ | 2000 CW112    | ۷ فوریه ۲۰۰۰    |
| ۱۷۱۶۲۶ | 2000 CU113    | ۱۱ فوریه ۲۰۰۰   |
| ۱۷۱۶۲۷ | 2000 CS135    | ۴ فوریه ۲۰۰۰    |
| ۱۷۱۶۲۸ | 2000 DE25     | ۲۹ فوریه ۲۰۰۰   |
| ۱۷۱۶۲۹ | 2000 DH73     | ۲۹ فوریه ۲۰۰۰   |
| ۱۷۱۶۳۰ | 2000 DB81     | ۲۸ فوریه ۲۰۰۰   |
| ۱۷۱۶۳۱ | 2000 DT97     | ۲۹ فوریه ۲۰۰۰   |
| ۱۷۱۶۳۲ | 2000 DJ100    | ۲۹ فوریه ۲۰۰۰   |
| ۱۷۱۶۳۳ | 2000 DQ108    | ۲۹ فوریه ۲۰۰۰   |
| ۱۷۱۶۳۴ | 2000 EQ10     | ۳ مارس ۲۰۰۰     |
| ۱۷۱۶۳۵ | 2000 EA46     | ۹ مارس ۲۰۰۰     |
| ۱۷۱۶۳۶ | 2000 EP64     | ۱۰ مارس ۲۰۰۰    |
| ۱۷۱۶۳۷ | 2000 ES80     | ۵ مارس ۲۰۰۰     |
| ۱۷۱۶۳۸ | 2000 ED88     | ۹ مارس ۲۰۰۰     |
| ۱۷۱۶۳۹ | 2000 EC115    | ۱۰ مارس ۲۰۰۰    |
| ۱۷۱۶۴۰ | 2000 EZ125    | ۱۱ مارس ۲۰۰۰    |
| ۱۷۱۶۴۱ | 2000 EE134    | ۱۱ مارس ۲۰۰۰    |
| ۱۷۱۶۴۲ | 2000 EK157    | ۱۱ مارس ۲۰۰۰    |
| ۱۷۱۶۴۳ | 2000 EX171    | ۵ مارس ۲۰۰۰     |
| ۱۷۱۶۴۴ | 2000 FJ7      | ۲۹ مارس ۲۰۰۰    |
| ۱۷۱۶۴۵ | 2000 FL7      | ۲۹ مارس ۲۰۰۰    |
| ۱۷۱۶۴۶ | 2000 FL14     | ۳۰ مارس ۲۰۰۰    |
| ۱۷۱۶۴۷ | 2000 FU14     | ۲۹ مارس ۲۰۰۰    |
| ۱۷۱۶۴۸ | 2000 FS27     | ۲۷ مارس ۲۰۰۰    |
| ۱۷۱۶۴۹ | 2000 FQ63     | ۲۹ مارس ۲۰۰۰    |
| ۱۷۱۶۵۰ | 2000 FW71     | ۲۷ مارس ۲۰۰۰    |
| ۱۷۱۶۵۱ | 2000 GK24     | ۵ آوریل ۲۰۰۰    |
| ۱۷۱۶۵۲ | 2000 GQ37     | ۵ آوریل ۲۰۰۰    |
| ۱۷۱۶۵۳ | 2000 GV60     | ۵ آوریل ۲۰۰۰    |
| ۱۷۱۶۵۴ | 2000 GO132    | ۱۱ آوریل ۲۰۰۰   |
| ۱۷۱۶۵۵ | 2000 GW140    | ۴ آوریل ۲۰۰۰    |
| ۱۷۱۶۵۶ | 2000 GW167    | ۴ آوریل ۲۰۰۰    |
| ۱۷۱۶۵۷ | 2000 GH176    | ۲ آوریل ۲۰۰۰    |
| ۱۷۱۶۵۸ | 2000 HK84     | ۳۰ آوریل ۲۰۰۰   |
| ۱۷۱۶۵۹ | 2000 HR94     | ۲۹ آوریل ۲۰۰۰   |
| ۱۷۱۶۶۰ | 2000 JH13     | ۶ مه ۲۰۰۰       |
| ۱۷۱۶۶۱ | 2000 JZ17     | ۹ مه ۲۰۰۰       |
| ۱۷۱۶۶۲ | 2000 JF30     | ۷ مه ۲۰۰۰       |
| ۱۷۱۶۶۳ | 2000 JS41     | ۷ مه ۲۰۰۰       |
| ۱۷۱۶۶۳ | 2000 KW       | ۲۴ مه ۲۰۰۰      |
| ۱۷۱۶۶۵ | 2000 KK23     | ۲۸ مه ۲۰۰۰      |
| ۱۷۱۶۶۶ | 2000 KD51     | ۳۰ مه ۲۰۰۰      |
| ۱۷۱۶۶۷ | 2000 NU14     | ۵ ژوئیه ۲۰۰۰    |
| ۱۷۱۶۶۸ | 2000 NZ17     | ۵ ژوئیه ۲۰۰۰    |
| ۱۷۱۶۶۹ | 2000 OM54     | ۲۹ ژوئیه ۲۰۰۰   |
| ۱۷۱۶۷۰ | 2000 OX59     | ۲۹ ژوئیه ۲۰۰۰   |
| ۱۷۱۶۷۱ | 2000 PF32     | ۱ اوت ۲۰۰۰      |
| ۱۷۱۶۷۲ | 2000 QL13     | ۲۴ اوت ۲۰۰۰     |
| ۱۷۱۶۷۳ | 2000 QB33     | ۲۶ اوت ۲۰۰۰     |
| ۱۷۱۶۷۴ | 2000 QA37     | ۲۴ اوت ۲۰۰۰     |
| ۱۷۱۶۷۵ | 2000 QN58     | ۲۶ اوت ۲۰۰۰     |
| ۱۷۱۶۷۶ | 2000 QX58     | ۲۶ اوت ۲۰۰۰     |
| ۱۷۱۶۷۷ | 2000 QG136    | ۲۹ اوت ۲۰۰۰     |
| ۱۷۱۶۷۸ | 2000 QD170    | ۳۱ اوت ۲۰۰۰     |
| ۱۷۱۶۷۹ | 2000 QN226    | ۳۱ اوت ۲۰۰۰     |
| ۱۷۱۶۸۰ | 2000 RS21     | ۱ سپتامبر ۲۰۰۰  |
| ۱۷۱۶۸۱ | 2000 RK23     | ۱ سپتامبر ۲۰۰۰  |
| ۱۷۱۶۸۲ | 2000 RL31     | ۱ سپتامبر ۲۰۰۰  |
| ۱۷۱۶۸۳ | 2000 RG32     | ۱ سپتامبر ۲۰۰۰  |
| ۱۷۱۶۸۴ | 2000 RN53     | ۷ سپتامبر ۲۰۰۰  |
| ۱۷۱۶۸۵ | 2000 RV90     | ۳ سپتامبر ۲۰۰۰  |
| ۱۷۱۶۸۶ | 2000 SZ12     | ۲۱ سپتامبر ۲۰۰۰ |
| ۱۷۱۶۸۷ | 2000 SO18     | ۲۳ سپتامبر ۲۰۰۰ |
| ۱۷۱۶۸۸ | 2000 SP18     | ۲۳ سپتامبر ۲۰۰۰ |
| ۱۷۱۶۸۹ | 2000 SQ28     | ۲۳ سپتامبر ۲۰۰۰ |
| ۱۷۱۶۹۰ | 2000 SF41     | ۲۴ سپتامبر ۲۰۰۰ |
| ۱۷۱۶۹۱ | 2000 SG49     | ۲۳ سپتامبر ۲۰۰۰ |
| ۱۷۱۶۹۲ | 2000 SN55     | ۲۴ سپتامبر ۲۰۰۰ |
| ۱۷۱۶۹۳ | 2000 SB98     | ۲۳ سپتامبر ۲۰۰۰ |
| ۱۷۱۶۹۴ | 2000 SQ102    | ۲۴ سپتامبر ۲۰۰۰ |
| ۱۷۱۶۹۵ | 2000 SE113    | ۲۴ سپتامبر ۲۰۰۰ |
| ۱۷۱۶۹۶ | 2000 SK137    | ۲۳ سپتامبر ۲۰۰۰ |
| ۱۷۱۶۹۷ | 2000 SG138    | ۲۳ سپتامبر ۲۰۰۰ |
| ۱۷۱۶۹۸ | 2000 SA164    | ۲۴ سپتامبر ۲۰۰۰ |
| ۱۷۱۶۹۹ | 2000 SD169    | ۲۳ سپتامبر ۲۰۰۰ |
| ۱۷۱۷۰۰ | 2000 SA211    | ۲۵ سپتامبر ۲۰۰۰ |
| ۱۷۱۷۰۱ | 2000 SU262    | ۲۵ سپتامبر ۲۰۰۰ |
| ۱۷۱۷۰۲ | 2000 SH280    | ۳۰ سپتامبر ۲۰۰۰ |
| ۱۷۱۷۰۳ | 2000 SC293    | ۲۷ سپتامبر ۲۰۰۰ |
| ۱۷۱۷۰۴ | 2000 SU294    | ۲۷ سپتامبر ۲۰۰۰ |
| ۱۷۱۷۰۵ | 2000 SC302    | ۲۸ سپتامبر ۲۰۰۰ |
| ۱۷۱۷۰۶ | 2000 SE308    | ۳۰ سپتامبر ۲۰۰۰ |
| ۱۷۱۷۰۷ | 2000 SV327    | ۳۰ سپتامبر ۲۰۰۰ |
| ۱۷۱۷۰۸ | 2000 TL24     | ۲ اکتبر ۲۰۰۰    |
| ۱۷۱۷۰۹ | 2000 TC45     | ۱ اکتبر ۲۰۰۰    |
| ۱۷۱۷۱۰ | 2000 TD51     | ۱ اکتبر ۲۰۰۰    |
| ۱۷۱۷۱۱ | 2000 TR63     | ۳ اکتبر ۲۰۰۰    |
| ۱۷۱۷۱۲ | 2000 UO8      | ۲۴ اکتبر ۲۰۰۰   |
| ۱۷۱۷۱۳ | 2000 UC20     | ۲۴ اکتبر ۲۰۰۰   |
| ۱۷۱۷۱۴ | 2000 UW42     | ۲۴ اکتبر ۲۰۰۰   |
| ۱۷۱۷۱۵ | 2000 UD43     | ۲۴ اکتبر ۲۰۰۰   |
| ۱۷۱۷۱۶ | 2000 UD57     | ۲۵ اکتبر ۲۰۰۰   |
| ۱۷۱۷۱۷ | 2000 UP59     | ۲۵ اکتبر ۲۰۰۰   |
| ۱۷۱۷۱۸ | 2000 UQ69     | ۲۵ اکتبر ۲۰۰۰   |
| ۱۷۱۷۱۹ | 2000 UN85     | ۳۱ اکتبر ۲۰۰۰   |
| ۱۷۱۷۲۰ | 2000 US92     | ۲۵ اکتبر ۲۰۰۰   |
| ۱۷۱۷۲۱ | 2000 UW93     | ۲۵ اکتبر ۲۰۰۰   |
| ۱۷۱۷۲۲ | 2000 UH109    | ۳۱ اکتبر ۲۰۰۰   |
| ۱۷۱۷۲۳ | 2000 VG13     | ۱ نوامبر ۲۰۰۰   |
| ۱۷۱۷۲۳ | 2000 WG       | ۱۶ نوامبر ۲۰۰۰  |
| ۱۷۱۷۲۵ | 2000 WW15     | ۲۱ نوامبر ۲۰۰۰  |
| ۱۷۱۷۲۶ | 2000 WO21     | ۲۱ نوامبر ۲۰۰۰  |
| ۱۷۱۷۲۷ | 2000 WT24     | ۲۰ نوامبر ۲۰۰۰  |
| ۱۷۱۷۲۸ | 2000 WX25     | ۲۱ نوامبر ۲۰۰۰  |
| ۱۷۱۷۲۹ | 2000 WE31     | ۲۰ نوامبر ۲۰۰۰  |
| ۱۷۱۷۳۰ | 2000 WX50     | ۲۰ نوامبر ۲۰۰۰  |
| ۱۷۱۷۳۱ | 2000 WD56     | ۲۰ نوامبر ۲۰۰۰  |
| ۱۷۱۷۳۲ | 2000 WR65     | ۲۸ نوامبر ۲۰۰۰  |
| ۱۷۱۷۳۳ | 2000 WD71     | ۱۹ نوامبر ۲۰۰۰  |
| ۱۷۱۷۳۴ | 2000 WY76     | ۲۰ نوامبر ۲۰۰۰  |
| ۱۷۱۷۳۵ | 2000 WT94     | ۲۱ نوامبر ۲۰۰۰  |
| ۱۷۱۷۳۶ | 2000 WQ97     | ۲۱ نوامبر ۲۰۰۰  |
| ۱۷۱۷۳۷ | 2000 WA98     | ۲۱ نوامبر ۲۰۰۰  |
| ۱۷۱۷۳۸ | 2000 WB110    | ۲۰ نوامبر ۲۰۰۰  |
| ۱۷۱۷۳۹ | 2000 WG115    | ۲۰ نوامبر ۲۰۰۰  |
| ۱۷۱۷۴۰ | 2000 WH115    | ۲۰ نوامبر ۲۰۰۰  |
| ۱۷۱۷۴۱ | 2000 WX119    | ۲۰ نوامبر ۲۰۰۰  |
| ۱۷۱۷۴۲ | 2000 WF177    | ۲۷ نوامبر ۲۰۰۰  |
| ۱۷۱۷۴۳ | 2000 WD184    | ۳۰ نوامبر ۲۰۰۰  |
| ۱۷۱۷۴۴ | 2000 WU195    | ۲۰ نوامبر ۲۰۰۰  |
| ۱۷۱۷۴۴ | 2000 XU       | ۱ دسامبر ۲۰۰۰   |
| ۱۷۱۷۴۶ | 2000 XT18     | ۴ دسامبر ۲۰۰۰   |
| ۱۷۱۷۴۷ | 2000 XU30     | ۴ دسامبر ۲۰۰۰   |
| ۱۷۱۷۴۸ | 2000 YM2      | ۱۹ دسامبر ۲۰۰۰  |
| ۱۷۱۷۴۹ | 2000 YG5      | ۲۰ دسامبر ۲۰۰۰  |
| ۱۷۱۷۵۰ | 2000 YS10     | ۲۲ دسامبر ۲۰۰۰  |
| ۱۷۱۷۵۱ | 2000 YB17     | ۲۲ دسامبر ۲۰۰۰  |
| ۱۷۱۷۵۲ | 2000 YZ21     | ۲۹ دسامبر ۲۰۰۰  |
| ۱۷۱۷۵۳ | 2000 YN22     | ۲۸ دسامبر ۲۰۰۰  |
| ۱۷۱۷۵۴ | 2000 YB24     | ۲۸ دسامبر ۲۰۰۰  |
| ۱۷۱۷۵۵ | 2000 YR43     | ۳۰ دسامبر ۲۰۰۰  |
| ۱۷۱۷۵۶ | 2000 YH59     | ۳۰ دسامبر ۲۰۰۰  |
| ۱۷۱۷۵۷ | 2000 YK59     | ۳۰ دسامبر ۲۰۰۰  |
| ۱۷۱۷۵۸ | 2000 YZ83     | ۳۰ دسامبر ۲۰۰۰  |
| ۱۷۱۷۵۹ | 2000 YR92     | ۳۰ دسامبر ۲۰۰۰  |
| ۱۷۱۷۶۰ | 2000 YU97     | ۳۰ دسامبر ۲۰۰۰  |
| ۱۷۱۷۶۱ | 2000 YR98     | ۳۰ دسامبر ۲۰۰۰  |
| ۱۷۱۷۶۲ | 2000 YT108    | ۳۰ دسامبر ۲۰۰۰  |
| ۱۷۱۷۶۳ | 2000 YM110    | ۳۰ دسامبر ۲۰۰۰  |
| ۱۷۱۷۶۴ | 2000 YP110    | ۳۰ دسامبر ۲۰۰۰  |
| ۱۷۱۷۶۵ | 2000 YO131    | ۳۰ دسامبر ۲۰۰۰  |
| ۱۷۱۷۶۶ | 2000 YY143    | ۲۹ دسامبر ۲۰۰۰  |
| ۱۷۱۷۶۷ | 2001 AW8      | ۲ ژانویه ۲۰۰۱   |
| ۱۷۱۷۶۸ | 2001 AW22     | ۳ ژانویه ۲۰۰۱   |
| ۱۷۱۷۶۹ | 2001 AD40     | ۳ ژانویه ۲۰۰۱   |
| ۱۷۱۷۷۰ | 2001 AO51     | ۱۵ ژانویه ۲۰۰۱  |
| ۱۷۱۷۷۱ | 2001 AM53     | ۴ ژانویه ۲۰۰۱   |
| ۱۷۱۷۷۲ | 2001 BN9      | ۱۹ ژانویه ۲۰۰۱  |
| ۱۷۱۷۷۳ | 2001 BJ10     | ۱۷ ژانویه ۲۰۰۱  |
| ۱۷۱۷۷۴ | 2001 BW18     | ۱۹ ژانویه ۲۰۰۱  |
| ۱۷۱۷۷۵ | 2001 BC20     | ۱۹ ژانویه ۲۰۰۱  |
| ۱۷۱۷۷۶ | 2001 BU21     | ۲۰ ژانویه ۲۰۰۱  |
| ۱۷۱۷۷۷ | 2001 BP22     | ۲۰ ژانویه ۲۰۰۱  |
| ۱۷۱۷۷۸ | 2001 BG24     | ۲۰ ژانویه ۲۰۰۱  |
| ۱۷۱۷۷۹ | 2001 BF40     | ۱۸ ژانویه ۲۰۰۱  |
| ۱۷۱۷۸۰ | 2001 BN41     | ۲۴ ژانویه ۲۰۰۱  |
| ۱۷۱۷۸۱ | 2001 BG52     | ۱۷ ژانویه ۲۰۰۱  |
| ۱۷۱۷۸۲ | 2001 BK52     | ۱۷ ژانویه ۲۰۰۱  |
| ۱۷۱۷۸۳ | 2001 BX62     | ۲۹ ژانویه ۲۰۰۱  |
| ۱۷۱۷۸۴ | 2001 BV67     | ۳۱ ژانویه ۲۰۰۱  |
| ۱۷۱۷۸۵ | 2001 BK70     | ۲۵ ژانویه ۲۰۰۱  |
| ۱۷۱۷۸۶ | 2001 BF83     | ۲۱ ژانویه ۲۰۰۱  |
| ۱۷۱۷۸۷ | 2001 CG2      | ۱ فوریه ۲۰۰۱    |
| ۱۷۱۷۸۸ | 2001 CR3      | ۱ فوریه ۲۰۰۱    |
| ۱۷۱۷۸۹ | 2001 CJ8      | ۱ فوریه ۲۰۰۱    |
| ۱۷۱۷۹۰ | 2001 CP14     | ۱ فوریه ۲۰۰۱    |
| ۱۷۱۷۹۱ | 2001 CZ16     | ۱ فوریه ۲۰۰۱    |
| ۱۷۱۷۹۲ | 2001 CM33     | ۱۳ فوریه ۲۰۰۱   |
| ۱۷۱۷۹۳ | 2001 CW42     | ۱۳ فوریه ۲۰۰۱   |
| ۱۷۱۷۹۴ | 2001 DM7      | ۱۶ فوریه ۲۰۰۱   |
| ۱۷۱۷۹۵ | 2001 DX15     | ۱۶ فوریه ۲۰۰۱   |
| ۱۷۱۷۹۶ | 2001 DX16     | ۱۶ فوریه ۲۰۰۱   |
| ۱۷۱۷۹۷ | 2001 DL18     | ۱۶ فوریه ۲۰۰۱   |
| ۱۷۱۷۹۸ | 2001 DW24     | ۱۷ فوریه ۲۰۰۱   |
| ۱۷۱۷۹۹ | 2001 DO32     | ۱۷ فوریه ۲۰۰۱   |
| ۱۷۱۸۰۰ | 2001 DJ38     | ۱۹ فوریه ۲۰۰۱   |
| ۱۷۱۸۰۱ | 2001 DE39     | ۱۹ فوریه ۲۰۰۱   |
| ۱۷۱۸۰۲ | 2001 DV39     | ۱۹ فوریه ۲۰۰۱   |
| ۱۷۱۸۰۳ | 2001 DY42     | ۱۹ فوریه ۲۰۰۱   |
| ۱۷۱۸۰۴ | 2001 DF49     | ۱۶ فوریه ۲۰۰۱   |
| ۱۷۱۸۰۵ | 2001 DL52     | ۱۷ فوریه ۲۰۰۱   |
| ۱۷۱۸۰۶ | 2001 DA63     | ۱۹ فوریه ۲۰۰۱   |
| ۱۷۱۸۰۷ | 2001 DV64     | ۱۹ فوریه ۲۰۰۱   |
| ۱۷۱۸۰۸ | 2001 DQ81     | ۲۱ فوریه ۲۰۰۱   |
| ۱۷۱۸۰۹ | 2001 DO86     | ۲۵ فوریه ۲۰۰۱   |
| ۱۷۱۸۱۰ | 2001 DY86     | ۱۸ فوریه ۲۰۰۱   |
| ۱۷۱۸۱۱ | 2001 DE87     | ۲۴ فوریه ۲۰۰۱   |
| ۱۷۱۸۱۲ | 2001 DW95     | ۱۷ فوریه ۲۰۰۱   |
| ۱۷۱۸۱۳ | 2001 DJ103    | ۱۶ فوریه ۲۰۰۱   |
| ۱۷۱۸۱۴ | 2001 DS103    | ۱۶ فوریه ۲۰۰۱   |
| ۱۷۱۸۱۵ | 2001 EF9      | ۲ مارس ۲۰۰۱     |
| ۱۷۱۸۱۶ | 2001 EN16     | ۱۵ مارس ۲۰۰۱    |
| ۱۷۱۸۱۷ | 2001 EB22     | ۱۵ مارس ۲۰۰۱    |
| ۱۷۱۸۱۸ | 2001 FH5      | ۱۸ مارس ۲۰۰۱    |
| ۱۷۱۸۱۹ | 2001 FZ6      | ۱۸ مارس ۲۰۰۱    |
| ۱۷۱۸۲۰ | 2001 FT12     | ۱۹ مارس ۲۰۰۱    |
| ۱۷۱۸۲۱ | 2001 FW14     | ۱۹ مارس ۲۰۰۱    |
| ۱۷۱۸۲۲ | 2001 FR20     | ۱۹ مارس ۲۰۰۱    |
| ۱۷۱۸۲۳ | 2001 FS25     | ۱۸ مارس ۲۰۰۱    |
| ۱۷۱۸۲۴ | 2001 FK49     | ۱۸ مارس ۲۰۰۱    |
| ۱۷۱۸۲۵ | 2001 FQ63     | ۱۹ مارس ۲۰۰۱    |
| ۱۷۱۸۲۶ | 2001 FZ82     | ۲۴ مارس ۲۰۰۱    |
| ۱۷۱۸۲۷ | 2001 FE92     | ۱۶ مارس ۲۰۰۱    |
| ۱۷۱۸۲۸ | 2001 FD103    | ۱۸ مارس ۲۰۰۱    |
| ۱۷۱۸۲۹ | 2001 FY105    | ۱۸ مارس ۲۰۰۱    |
| ۱۷۱۸۳۰ | 2001 FV109    | ۱۸ مارس ۲۰۰۱    |
| ۱۷۱۸۳۱ | 2001 FO145    | ۲۴ مارس ۲۰۰۱    |
| ۱۷۱۸۳۲ | 2001 FO152    | ۲۶ مارس ۲۰۰۱    |
| ۱۷۱۸۳۳ | 2001 FA161    | ۲۹ مارس ۲۰۰۱    |
| ۱۷۱۸۳۴ | 2001 FR173    | ۲۱ مارس ۲۰۰۱    |
| ۱۷۱۸۳۵ | 2001 GO8      | ۱۵ آوریل ۲۰۰۱   |
| ۱۷۱۸۳۶ | 2001 HJ41     | ۲۷ آوریل ۲۰۰۱   |
| ۱۷۱۸۳۷ | 2001 HQ52     | ۲۳ آوریل ۲۰۰۱   |
| ۱۷۱۸۳۸ | 2001 HE56     | ۲۴ آوریل ۲۰۰۱   |
| ۱۷۱۸۳۹ | 2001 JM1      | ۱۲ مه ۲۰۰۱      |
| ۱۷۱۸۴۰ | 2001 JY7      | ۱۵ مه ۲۰۰۱      |
| ۱۷۱۸۴۱ | 2001 JK10     | ۱۵ مه ۲۰۰۱      |
| ۱۷۱۸۴۲ | 2001 KD10     | ۱۸ مه ۲۰۰۱      |
| ۱۷۱۸۴۳ | 2001 KW21     | ۱۷ مه ۲۰۰۱      |
| ۱۷۱۸۴۴ | 2001 KM29     | ۲۱ مه ۲۰۰۱      |
| ۱۷۱۸۴۵ | 2001 KV33     | ۱۸ مه ۲۰۰۱      |
| ۱۷۱۸۴۶ | 2001 KW36     | ۲۱ مه ۲۰۰۱      |
| ۱۷۱۸۴۷ | 2001 KK45     | ۲۲ مه ۲۰۰۱      |
| ۱۷۱۸۴۸ | 2001 KV56     | ۲۳ مه ۲۰۰۱      |
| ۱۷۱۸۴۹ | 2001 KW72     | ۲۴ مه ۲۰۰۱      |
| ۱۷۱۸۵۰ | 2001 LN15     | ۱۲ ژوئن ۲۰۰۱    |
| ۱۷۱۸۵۰ | 2001 MG       | ۱۶ ژوئن ۲۰۰۱    |
| ۱۷۱۸۵۲ | 2001 MY3      | ۱۶ ژوئن ۲۰۰۱    |
| ۱۷۱۸۵۳ | 2001 MN17     | ۲۶ ژوئن ۲۰۰۱    |
| ۱۷۱۸۵۴ | 2001 MB20     | ۲۵ ژوئن ۲۰۰۱    |
| ۱۷۱۸۵۵ | 2001 MR20     | ۲۵ ژوئن ۲۰۰۱    |
| ۱۷۱۸۵۶ | 2001 NM5      | ۱۳ ژوئیه ۲۰۰۱   |
| ۱۷۱۸۵۷ | 2001 OF12     | ۲۰ ژوئیه ۲۰۰۱   |
| ۱۷۱۸۵۸ | 2001 OO42     | ۲۲ ژوئیه ۲۰۰۱   |
| ۱۷۱۸۵۹ | 2001 OH51     | ۲۱ ژوئیه ۲۰۰۱   |
| ۱۷۱۸۶۰ | 2001 OM93     | ۲۵ ژوئیه ۲۰۰۱   |
| ۱۷۱۸۶۱ | 2001 OP102    | ۲۸ ژوئیه ۲۰۰۱   |
| ۱۷۱۸۶۲ | 2001 PG49     | ۱۳ اوت ۲۰۰۱     |
| ۱۷۱۸۶۳ | 2001 QK3      | ۱۶ اوت ۲۰۰۱     |
| ۱۷۱۸۶۴ | 2001 QU52     | ۱۶ اوت ۲۰۰۱     |
| ۱۷۱۸۶۵ | 2001 QQ72     | ۱۶ اوت ۲۰۰۱     |
| ۱۷۱۸۶۶ | 2001 QV72     | ۲۰ اوت ۲۰۰۱     |
| ۱۷۱۸۶۷ | 2001 QA97     | ۱۷ اوت ۲۰۰۱     |
| ۱۷۱۸۶۸ | 2001 QR110    | ۲۴ اوت ۲۰۰۱     |
| ۱۷۱۸۶۹ | 2001 QD119    | ۱۷ اوت ۲۰۰۱     |
| ۱۷۱۸۷۰ | 2001 QJ125    | ۱۹ اوت ۲۰۰۱     |
| ۱۷۱۸۷۱ | 2001 QD157    | ۲۳ اوت ۲۰۰۱     |
| ۱۷۱۸۷۲ | 2001 QJ171    | ۲۵ اوت ۲۰۰۱     |
| ۱۷۱۸۷۳ | 2001 QF197    | ۲۲ اوت ۲۰۰۱     |
| ۱۷۱۸۷۴ | 2001 QR211    | ۲۳ اوت ۲۰۰۱     |
| ۱۷۱۸۷۵ | 2001 QX219    | ۲۳ اوت ۲۰۰۱     |
| ۱۷۱۸۷۶ | 2001 QE228    | ۲۴ اوت ۲۰۰۱     |
| ۱۷۱۸۷۷ | 2001 QR228    | ۲۴ اوت ۲۰۰۱     |
| ۱۷۱۸۷۸ | 2001 QY261    | ۲۵ اوت ۲۰۰۱     |
| ۱۷۱۸۷۹ | 2001 QQ263    | ۲۵ اوت ۲۰۰۱     |
| ۱۷۱۸۸۰ | 2001 QV274    | ۱۹ اوت ۲۰۰۱     |
| ۱۷۱۸۸۱ | 2001 QR285    | ۲۳ اوت ۲۰۰۱     |
| ۱۷۱۸۸۲ | 2001 QW290    | ۱۶ اوت ۲۰۰۱     |
| ۱۷۱۸۸۳ | 2001 QH328    | ۲۶ اوت ۲۰۰۱     |
| ۱۷۱۸۸۴ | 2001 QC329    | ۱۶ اوت ۲۰۰۱     |
| ۱۷۱۸۸۵ | 2001 QL333    | ۲۰ اوت ۲۰۰۱     |
| ۱۷۱۸۸۶ | 2001 RE12     | ۹ سپتامبر ۲۰۰۱  |
| ۱۷۱۸۸۷ | 2001 RG15     | ۱۰ سپتامبر ۲۰۰۱ |
| ۱۷۱۸۸۸ | 2001 RJ20     | ۷ سپتامبر ۲۰۰۱  |
| ۱۷۱۸۸۹ | 2001 RJ31     | ۷ سپتامبر ۲۰۰۱  |
| ۱۷۱۸۹۰ | 2001 RL42     | ۱۱ سپتامبر ۲۰۰۱ |
| ۱۷۱۸۹۱ | 2001 RW46     | ۱۱ سپتامبر ۲۰۰۱ |
| ۱۷۱۸۹۲ | 2001 RT48     | ۱۱ سپتامبر ۲۰۰۱ |
| ۱۷۱۸۹۳ | 2001 RS67     | ۱۰ سپتامبر ۲۰۰۱ |
| ۱۷۱۸۹۴ | 2001 RP83     | ۱۱ سپتامبر ۲۰۰۱ |
| ۱۷۱۸۹۵ | 2001 RG85     | ۱۱ سپتامبر ۲۰۰۱ |
| ۱۷۱۸۹۶ | 2001 RG89     | ۱۱ سپتامبر ۲۰۰۱ |
| ۱۷۱۸۹۷ | 2001 RQ89     | ۱۱ سپتامبر ۲۰۰۱ |
| ۱۷۱۸۹۸ | 2001 RZ90     | ۱۱ سپتامبر ۲۰۰۱ |
| ۱۷۱۸۹۹ | 2001 RP96     | ۱۲ سپتامبر ۲۰۰۱ |
| ۱۷۱۹۰۰ | 2001 RW102    | ۱۲ سپتامبر ۲۰۰۱ |
| ۱۷۱۹۰۱ | 2001 RK104    | ۱۲ سپتامبر ۲۰۰۱ |
| ۱۷۱۹۰۲ | 2001 RH129    | ۱۲ سپتامبر ۲۰۰۱ |
| ۱۷۱۹۰۳ | 2001 RX131    | ۱۲ سپتامبر ۲۰۰۱ |
| ۱۷۱۹۰۴ | 2001 RG150    | ۱۱ سپتامبر ۲۰۰۱ |
| ۱۷۱۹۰۵ | 2001 SK12     | ۱۶ سپتامبر ۲۰۰۱ |
| ۱۷۱۹۰۶ | 2001 SZ24     | ۱۶ سپتامبر ۲۰۰۱ |
| ۱۷۱۹۰۷ | 2001 ST31     | ۱۶ سپتامبر ۲۰۰۱ |
| ۱۷۱۹۰۸ | 2001 SW32     | ۱۶ سپتامبر ۲۰۰۱ |
| ۱۷۱۹۰۹ | 2001 SK44     | ۱۶ سپتامبر ۲۰۰۱ |
| ۱۷۱۹۱۰ | 2001 SZ45     | ۱۶ سپتامبر ۲۰۰۱ |
| ۱۷۱۹۱۱ | 2001 SD51     | ۱۶ سپتامبر ۲۰۰۱ |
| ۱۷۱۹۱۲ | 2001 SB62     | ۱۷ سپتامبر ۲۰۰۱ |
| ۱۷۱۹۱۳ | 2001 SA74     | ۱۹ سپتامبر ۲۰۰۱ |
| ۱۷۱۹۱۴ | 2001 SM75     | ۱۹ سپتامبر ۲۰۰۱ |
| ۱۷۱۹۱۵ | 2001 SX83     | ۲۰ سپتامبر ۲۰۰۱ |
| ۱۷۱۹۱۶ | 2001 SN90     | ۲۰ سپتامبر ۲۰۰۱ |
| ۱۷۱۹۱۷ | 2001 SA96     | ۲۰ سپتامبر ۲۰۰۱ |
| ۱۷۱۹۱۸ | 2001 SF100    | ۲۰ سپتامبر ۲۰۰۱ |
| ۱۷۱۹۱۹ | 2001 SG115    | ۲۰ سپتامبر ۲۰۰۱ |
| ۱۷۱۹۲۰ | 2001 SN117    | ۱۶ سپتامبر ۲۰۰۱ |
| ۱۷۱۹۲۱ | 2001 SF127    | ۱۶ سپتامبر ۲۰۰۱ |
| ۱۷۱۹۲۲ | 2001 SM139    | ۱۶ سپتامبر ۲۰۰۱ |
| ۱۷۱۹۲۳ | 2001 SZ140    | ۱۶ سپتامبر ۲۰۰۱ |
| ۱۷۱۹۲۴ | 2001 SP142    | ۱۶ سپتامبر ۲۰۰۱ |
| ۱۷۱۹۲۵ | 2001 ST143    | ۱۶ سپتامبر ۲۰۰۱ |
| ۱۷۱۹۲۶ | 2001 SW143    | ۱۶ سپتامبر ۲۰۰۱ |
| ۱۷۱۹۲۷ | 2001 SW145    | ۱۶ سپتامبر ۲۰۰۱ |
| ۱۷۱۹۲۸ | 2001 SK153    | ۱۷ سپتامبر ۲۰۰۱ |
| ۱۷۱۹۲۹ | 2001 SQ158    | ۱۷ سپتامبر ۲۰۰۱ |
| ۱۷۱۹۳۰ | 2001 SJ170    | ۱۶ سپتامبر ۲۰۰۱ |
| ۱۷۱۹۳۱ | 2001 SP174    | ۱۶ سپتامبر ۲۰۰۱ |
| ۱۷۱۹۳۲ | 2001 SD198    | ۱۹ سپتامبر ۲۰۰۱ |
| ۱۷۱۹۳۳ | 2001 SN201    | ۱۹ سپتامبر ۲۰۰۱ |
| ۱۷۱۹۳۴ | 2001 SL213    | ۱۹ سپتامبر ۲۰۰۱ |
| ۱۷۱۹۳۵ | 2001 SJ223    | ۱۹ سپتامبر ۲۰۰۱ |
| ۱۷۱۹۳۶ | 2001 SH226    | ۱۹ سپتامبر ۲۰۰۱ |
| ۱۷۱۹۳۷ | 2001 SA231    | ۱۹ سپتامبر ۲۰۰۱ |
| ۱۷۱۹۳۸ | 2001 SS232    | ۱۹ سپتامبر ۲۰۰۱ |
| ۱۷۱۹۳۹ | 2001 SH235    | ۱۹ سپتامبر ۲۰۰۱ |
| ۱۷۱۹۴۰ | 2001 SK240    | ۱۹ سپتامبر ۲۰۰۱ |
| ۱۷۱۹۴۱ | 2001 SM241    | ۱۹ سپتامبر ۲۰۰۱ |
| ۱۷۱۹۴۲ | 2001 SA256    | ۱۹ سپتامبر ۲۰۰۱ |
| ۱۷۱۹۴۳ | 2001 SU256    | ۱۹ سپتامبر ۲۰۰۱ |
| ۱۷۱۹۴۴ | 2001 SM260    | ۲۰ سپتامبر ۲۰۰۱ |
| ۱۷۱۹۴۵ | 2001 SP270    | ۲۵ سپتامبر ۲۰۰۱ |
| ۱۷۱۹۴۶ | 2001 SB281    | ۲۱ سپتامبر ۲۰۰۱ |
| ۱۷۱۹۴۷ | 2001 SK281    | ۲۱ سپتامبر ۲۰۰۱ |
| ۱۷۱۹۴۸ | 2001 SJ288    | ۲۷ سپتامبر ۲۰۰۱ |
| ۱۷۱۹۴۹ | 2001 SP313    | ۲۱ سپتامبر ۲۰۰۱ |
| ۱۷۱۹۵۰ | 2001 SY317    | ۱۹ سپتامبر ۲۰۰۱ |
| ۱۷۱۹۵۱ | 2001 SS328    | ۱۹ سپتامبر ۲۰۰۱ |
| ۱۷۱۹۵۲ | 2001 SD340    | ۲۱ سپتامبر ۲۰۰۱ |
| ۱۷۱۹۵۳ | 2001 SN345    | ۲۳ سپتامبر ۲۰۰۱ |
| ۱۷۱۹۵۴ | 2001 SE348    | ۲۶ سپتامبر ۲۰۰۱ |
| ۱۷۱۹۵۵ | 2001 SH350    | ۲۰ سپتامبر ۲۰۰۱ |
| ۱۷۱۹۵۶ | 2001 TO10     | ۱۳ اکتبر ۲۰۰۱   |
| ۱۷۱۹۵۷ | 2001 TR11     | ۱۳ اکتبر ۲۰۰۱   |
| ۱۷۱۹۵۸ | 2001 TJ31     | ۱۴ اکتبر ۲۰۰۱   |
| ۱۷۱۹۵۹ | 2001 TG61     | ۱۳ اکتبر ۲۰۰۱   |
| ۱۷۱۹۶۰ | 2001 TO64     | ۱۳ اکتبر ۲۰۰۱   |
| ۱۷۱۹۶۱ | 2001 TR81     | ۱۴ اکتبر ۲۰۰۱   |
| ۱۷۱۹۶۲ | 2001 TP82     | ۱۴ اکتبر ۲۰۰۱   |
| ۱۷۱۹۶۳ | 2001 TR84     | ۱۴ اکتبر ۲۰۰۱   |
| ۱۷۱۹۶۴ | 2001 TV87     | ۱۴ اکتبر ۲۰۰۱   |
| ۱۷۱۹۶۵ | 2001 TZ89     | ۱۴ اکتبر ۲۰۰۱   |
| ۱۷۱۹۶۶ | 2001 TH93     | ۱۴ اکتبر ۲۰۰۱   |
| ۱۷۱۹۶۷ | 2001 TY100    | ۱۴ اکتبر ۲۰۰۱   |
| ۱۷۱۹۶۸ | 2001 TF108    | ۱۴ اکتبر ۲۰۰۱   |
| ۱۷۱۹۶۹ | 2001 TH109    | ۱۴ اکتبر ۲۰۰۱   |
| ۱۷۱۹۷۰ | 2001 TJ118    | ۱۵ اکتبر ۲۰۰۱   |
| ۱۷۱۹۷۱ | 2001 TN121    | ۱۵ اکتبر ۲۰۰۱   |
| ۱۷۱۹۷۲ | 2001 TU121    | ۱۵ اکتبر ۲۰۰۱   |
| ۱۷۱۹۷۳ | 2001 TO122    | ۱۵ اکتبر ۲۰۰۱   |
| ۱۷۱۹۷۴ | 2001 TM124    | ۱۲ اکتبر ۲۰۰۱   |
| ۱۷۱۹۷۵ | 2001 TY127    | ۱۰ اکتبر ۲۰۰۱   |
| ۱۷۱۹۷۶ | 2001 TP128    | ۱۳ اکتبر ۲۰۰۱   |
| ۱۷۱۹۷۷ | 2001 TO134    | ۱۳ اکتبر ۲۰۰۱   |
| ۱۷۱۹۷۸ | 2001 TR135    | ۱۳ اکتبر ۲۰۰۱   |
| ۱۷۱۹۷۹ | 2001 TW135    | ۱۳ اکتبر ۲۰۰۱   |
| ۱۷۱۹۸۰ | 2001 TO145    | ۱۰ اکتبر ۲۰۰۱   |
| ۱۷۱۹۸۱ | 2001 TB150    | ۱۰ اکتبر ۲۰۰۱   |
| ۱۷۱۹۸۲ | 2001 TP152    | ۱۰ اکتبر ۲۰۰۱   |
| ۱۷۱۹۸۳ | 2001 TX161    | ۱۱ اکتبر ۲۰۰۱   |
| ۱۷۱۹۸۴ | 2001 TQ175    | ۱۴ اکتبر ۲۰۰۱   |
| ۱۷۱۹۸۵ | 2001 TB184    | ۱۴ اکتبر ۲۰۰۱   |
| ۱۷۱۹۸۶ | 2001 TX188    | ۱۴ اکتبر ۲۰۰۱   |
| ۱۷۱۹۸۷ | 2001 TZ200    | ۱۱ اکتبر ۲۰۰۱   |
| ۱۷۱۹۸۸ | 2001 TB202    | ۱۱ اکتبر ۲۰۰۱   |
| ۱۷۱۹۸۹ | 2001 TS203    | ۱۱ اکتبر ۲۰۰۱   |
| ۱۷۱۹۹۰ | 2001 TY208    | ۱۲ اکتبر ۲۰۰۱   |
| ۱۷۱۹۹۱ | 2001 TP210    | ۱۳ اکتبر ۲۰۰۱   |
| ۱۷۱۹۹۲ | 2001 TK214    | ۱۳ اکتبر ۲۰۰۱   |
| ۱۷۱۹۹۳ | 2001 TS214    | ۱۳ اکتبر ۲۰۰۱   |
| ۱۷۱۹۹۴ | 2001 TZ218    | ۱۴ اکتبر ۲۰۰۱   |
| ۱۷۱۹۹۵ | 2001 TJ235    | ۱۵ اکتبر ۲۰۰۱   |
| ۱۷۱۹۹۶ | 2001 TM238    | ۱۵ اکتبر ۲۰۰۱   |
| ۱۷۱۹۹۷ | 2001 TW256    | ۱۴ اکتبر ۲۰۰۱   |
| ۱۷۱۹۹۸ | 2001 UM3      | ۱۶ اکتبر ۲۰۰۱   |
| ۱۷۱۹۹۹ | 2001 UQ21     | ۱۷ اکتبر ۲۰۰۱   |
| ۱۷۲۰۰۰ | 2001 UO22     | ۱۷ اکتبر ۲۰۰۱   |